# Museu d'Història de Girona
El Museu d'Història de Girona és un museu ubicat a l'antiga Casa Cartellà de Girona, edifici que més tard es convertiria en el convent caputxí de Sant Antoni de Pàdua al segle xviii. El museu ofereix un passeig pel passat gironí a través de diverses èpoques i aspectes de la societat, la cultura i l'economia de la ciutat. Des dels primers pobladors del Puig d'en Roca, passant per la cultura romana de Can Pau Birol, la Guerra Civil Catalana, la Guerra del Francès, el modernisme i noucentisme, de la mà de Ricard Guinó i Fidel Aguilar, o la història més recent de la ciutat.
Més enllà del convent caputxí de Sant Antoni de Pàdua, el museu gestiona també un altre monument històric, el refugi antiaeri del Jardí de la Infància, un dels múltiples refugis amb què es protegia la població gironina durant la Guerra Civil, tenia cabuda per a més de 600 persones i que actualment forma part de la Xarxa d'Espais de la Memòria de Catalunya del Memorial Democràtic de Catalunya. El museu gestiona també l'Agència Gómez, una sala adjunta d'exposicions temporals al carrer de la Força.

## Història

### L'edifici
L'edifici actual acull les restes de la muralla de l'antiga Gerunda, a més d'una part del recinte del Call medieval. A partir del 1447, l'antic edifici va passar a mans de propietaris cristians, com és el cas de l'escrivà Joan de Castelló, Bernat Caselles o Arnau Benet de Cartellà, aquest últim propietari també de la torre de Cartellà a Maçanet de la Selva. Va ser la mateixa família Cartellà la que va convertir l'immoble en un palau, la casa Desbach.
L'any 1732, la comunitat de frares caputxins va ser autoritzada a convertir la casa Desbach en convent, que seria conegut com a Convent de Sant Antoni. El casal gòtic va ser parcialment enderrocat entre 1753 i 1762 per donar cabuda a l'activitat dels frares. Bàsicament es van ampliar i adaptar els espais per encabir estables, quadra, cementiri, celler, cisternes, safareig, galeria coberta, refetor o menjador, passadissos de comunicació i un terraplè utilitzat com a jardí i probablement com a petita horta.
Les obres van tenir lloc entre 1762 i 1774. L'església es va consagrar el 1764, i tres anys més tard s'havien aixecat el claustre, el nou refetor, la cuina i la majoria de dependències conventuals.
Durant la Guerra del Francès (1808- 1809), les bombes dels assetjants van provocar la destrucció de gran part de l'edifici, especialment l'església i les plantes superiors. La reconstrucció es va iniciar el 1814, i vint anys després (1835) els caputxins abandonarien definitivament l'edifici que, amb les desamortitzacions de mitjan segle xix, passaria a mans de l'Ajuntament de Girona.
L'any 1841, l'Ajuntament va aconseguir convertir l'edifici en Institut Provincial d'Ensenyament, i el mestre d'obres Espelt hi portà a terme les reformes necessàries per a la nova funció, principalment la divisió de l'església en dos pisos i la construcció d'una galeria coberta damunt el claustre. El 1881 va ser elevada la torre per al servei meteorològic, i l'any 1911 es va reformar la façana de la placeta de la Canonja segons projecte de l'arquitecte Manuel Almeda.
Durant 150 anys, l'edifici va destacar per la seva tasca formativa i docent. Va comptar amb professors il·lustres com Narcís Xifra, Rafael Ballester, Frederic Dalmau, Joaquim d'Espona i Jaume Sagrera, i amb alumnes com Josep Pla, Miquel de Palol, Lluís Pericot o Joaquim Nadal.

### El museu
El 8 de gener de l'any 1960 es signà l'acord per a la creació d'un museu municipal de la ciutat, malgrat que s'emplaçava en un espai divers a la Casa Cartellà: la Casa Burgues, del mateix carrer de la Força. L'any 1974, el Ministeri d'Educació va cedir l'antic Institut d'Ensenyament a l'Ajuntament de Girona i, cinc anys més tard, el consistori va decidir que s'havia de convertir en el futur Museu d'Història de la Ciutat.
L'any 1981 s'inaugurava oficialment el nou museu amb les primeres sales de l'exposició permanent, a la planta baixa.
Des del 1982, el Museu és custodi del llegat del periodista i col·leccionista Àngel Marsà, que inclou més de 900 obres, entre les quals destaquen cartells de Picassó, Miró i Tàpies, dibuixos de Nonell, Clarà i Opisso, i quadres de Mercadé, Millares, Utrillo i Maties Palau Ferré. També ha realitzat diferents propostes d'art contemporani, com el projecte Efímer, comissariat per Marta Pol els anys 2003 i 2007, o l'exposició Konstruktion-Destruktion de Paco Torres-Monsó i Pep Admetlla.
El setembre de 2013, Sílvia Planas passava a encapçalar la direcció del museu en substitució de Pere Freixas. L'any 2015, en col·laboració amb l'Institut d'Estudis Gironins, el museu va impulsar la beca de recerca històrica Lluís Batlle i Prats.

## Àmbits del museu
1. L'edifici. Es distribueix en quatre plantes i té una superfície aproximada de 2.000 metres quadrats. El soterrani, anterior a 1762, constitueix la seva part més antiga i s'hi troba l'antiga cisterna del convent, un aljub amb voltes de pedra sobre pilars, de 15 metres d'alçada i 10 x 10 metres d'amplada, que s'utilitzava per recollir i emmagatzemar les aigües pluvials.
2. Cementiri o dessecador de frares. Es troba a la planta baixa, que antigament era també el soterrani de l'edifici. Es tracta d'una sala voltada per divuit nínxols verticals, cadascun amb el seu banc foradat, en el qual segons la tradició caputxina s'asseien els frares difunts fins a la dessecació dels seus cossos. Al cap de dos anys, les mòmies s'extreien del nínxol, es vestien amb els seus hàbits religiosos i eren col·locades a l'habitació contigua, per a la seva contemplació i reflexió per part de la comunitat.
3. Girona Romana. Fundada a principis del segle i aC, ubicada en un punt estratègic de control de l'eix terrestre de comunicacions nord-sud.
4. Girona medieval, la clau del regne. Ciutat de frontera cap al sud o cap al nord, nucli de l'organització eclesiàstica, comtal i reial, centre econòmic i fogar de cultures, la Girona medieval mostra a molts nivells la seva identitat essencial, la de ser la clau del regne.
5. Girona moderna, de l'obrador al baluard. D'ençà de la segona meitat del segle xvii la ciutat va esdevenir una plaça estratègica, sobretot arran de les periòdiques guerres amb França. Així, la ciutat atrafegada del segle xvi, especialitzada en la producció de teixits de llana, va acabar convertida, a la segona meitat del segle xviii, en una capital militar. De l'obrador al baluard.
6. Girona contemporània. Cap al 1898, l'Estat major de l'exèrcit espanyol suprimí la categoria de plaça forta per a Girona i es permeté l'enderroc parcial de les muralles del sud de la ciutat. Girona començà a agafar la forma que té actualment. El 4 de febrer de 1939 les tropes franquistes ocupen la ciutat. El 1980 es va canviar la denominació del municipi de Gerona a Girona (vegeu el decret publicat al DOGC del 27 de juny de 1980).
7. Modernisme i Noucentisme. 1900-1923 Durant el primer terç del segle xx, el progrés demogràfic, urbanístic i comercial de la ciutat es va fer evident en diferents àmbits de la cultura. Amb l'aparició del Modernisme i, més tard, del Noucentisme, Girona esdevé un gran nucli cultural de Catalunya.

## Col·leccions
Entre les peces més rellevants destaquen:
- Faràndula: els Gegants, capgrossos de Girona, Tarlà i àliga.
- El fragment del mosaic pavimental de can Pau Birol, del 300 dC.
- Verge amb el nen, del segle xiv, fusta policromada i daurada.
- Brodat de l'escut imperial del segle xviii.
- Tapís dels Jurats, de 1535.

- L'escultura de bronze de l'àngel de la Catedral de Girona, realitzat l'any 1764 per Ramon Salvatella.
- Obres de Manuel Tramulles i Roig. Com el retrat del Bisbe Lorenzana, un oli sobre tela del 1790.
- Verge del Roser, fusta policromada de finals del segle XVI.
- El Rellotge de la Catedral, de Joan Agustí i de Julià Julià, construït a finals del segle xv.
- El retrat de Raimunda Nouvilas de Pagès, comandanta de la segona esquadra de la Companyia de la Concepció.
- El quadre El gran dia de Girona de Ramon Martí Alsina, del 1862, que s'exposa a l'Auditori Josep Irla de Girona.
- La turbina hidràulica del tipus Fontaine del 1898.
- El cuadre de l'artista polonesa Mela Mutermilch, Carrer Cúndaro, un oli sobre tela del 1914.
- Vitrall de la Casa Ensesa, de Rafael Masó.
- Les obres dels escultors Fidel Aguilar i Ricard Guinó.
- Despatx de Carles Rahola i Llorens.
- Conjunt d'objectes relacionats amb la Guerra Civil Espanyola i el Franquisme.
- La col·lecció d'instruments relacionats amb la sardana i la cobla.[8]

## Galeria

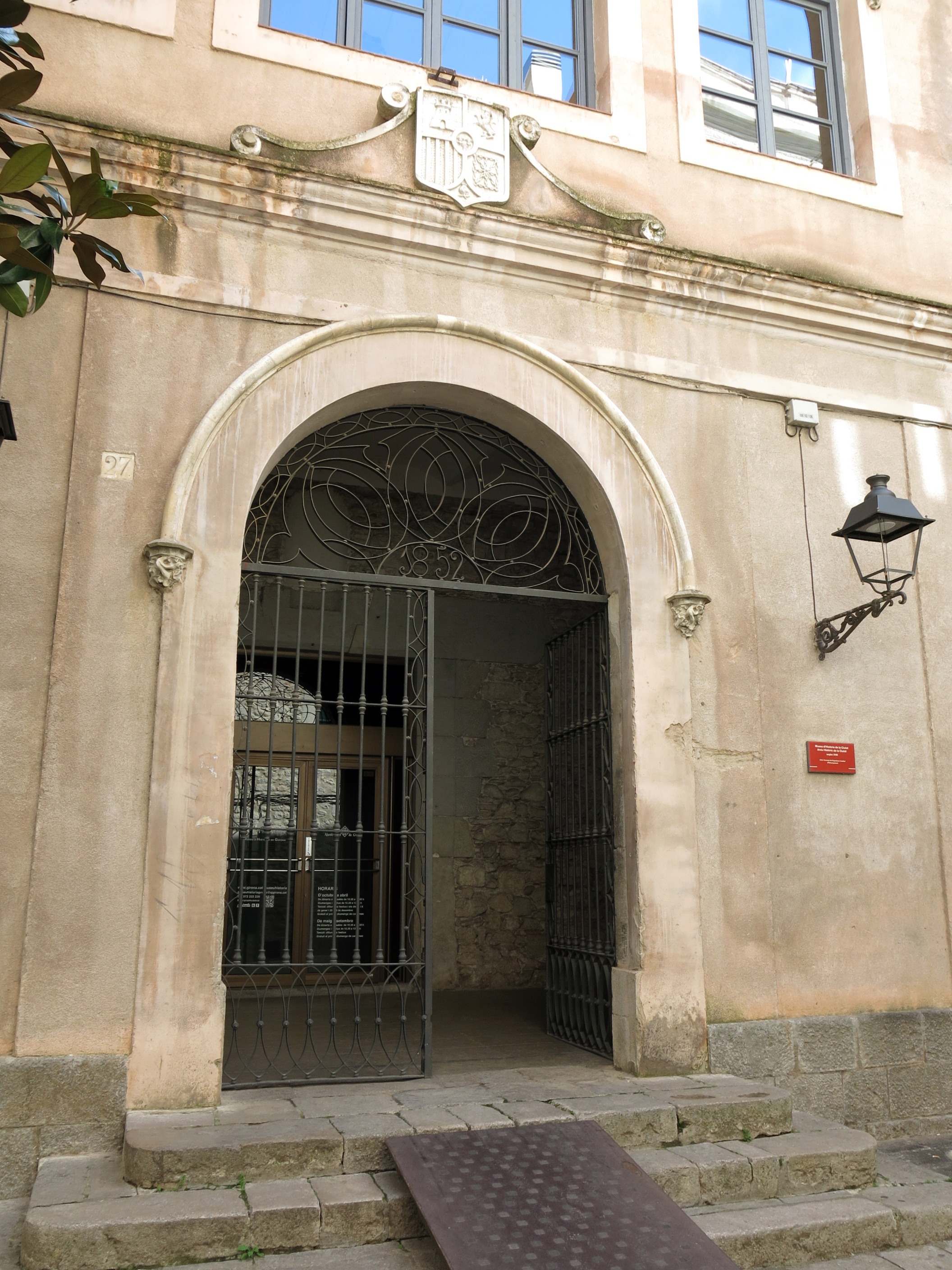
Façana de l'antiga Casa Cartellà, seu de l'actual Museu d'Història de Girona
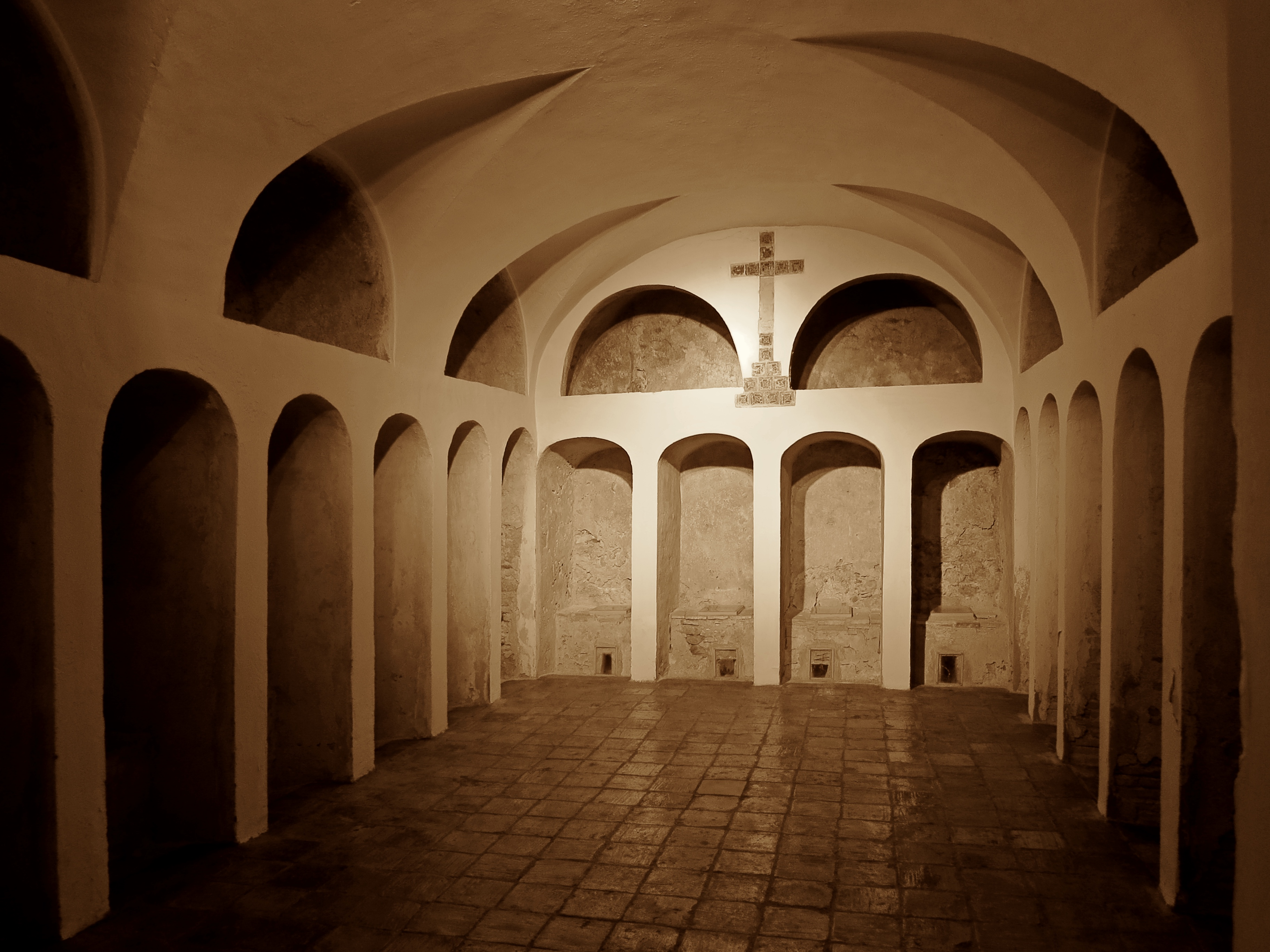
Cementiri caputxí a l'interior de l'edifici.
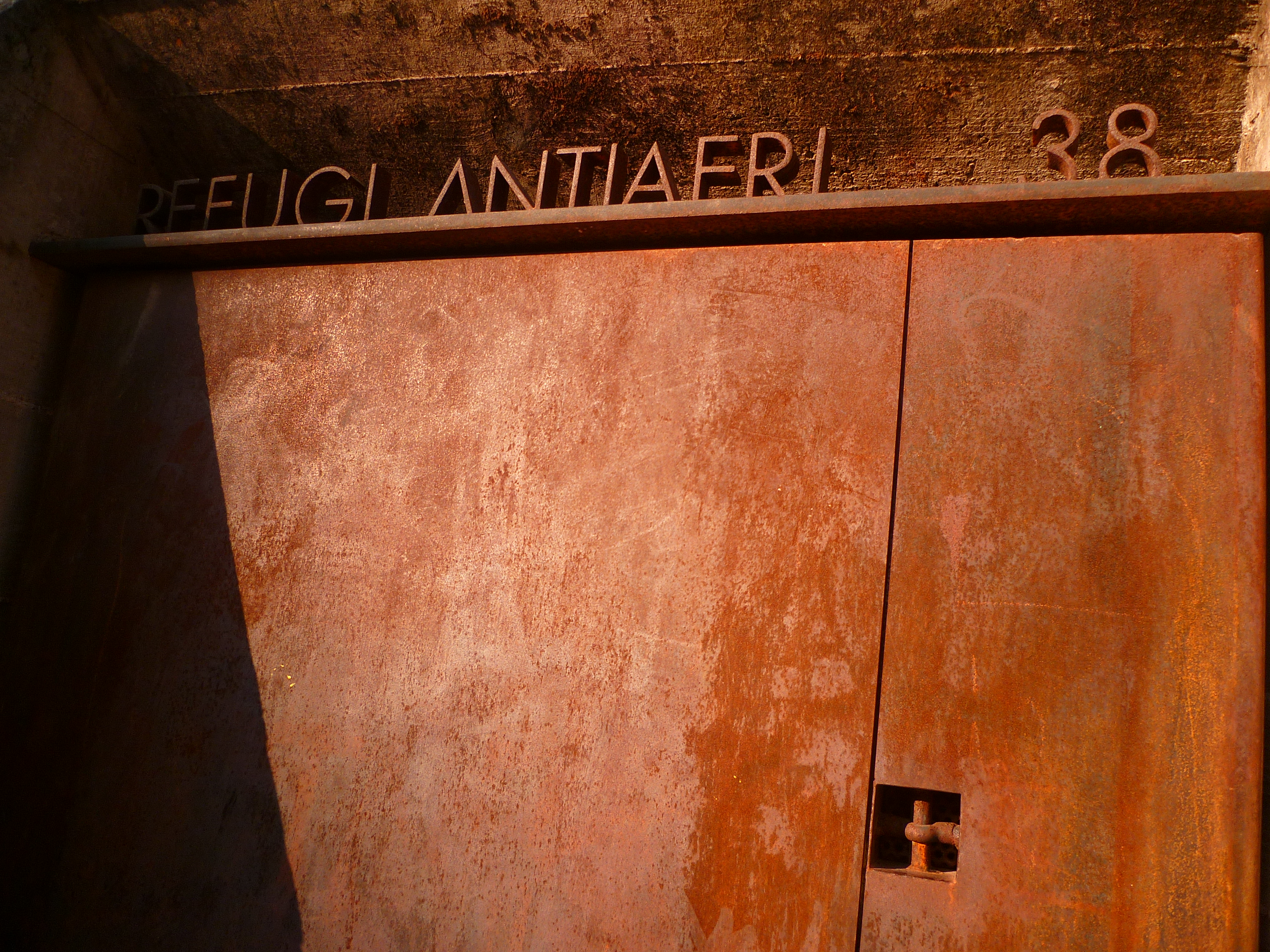
Entrada al Refugi Antiaeri del Jardí de la Infància
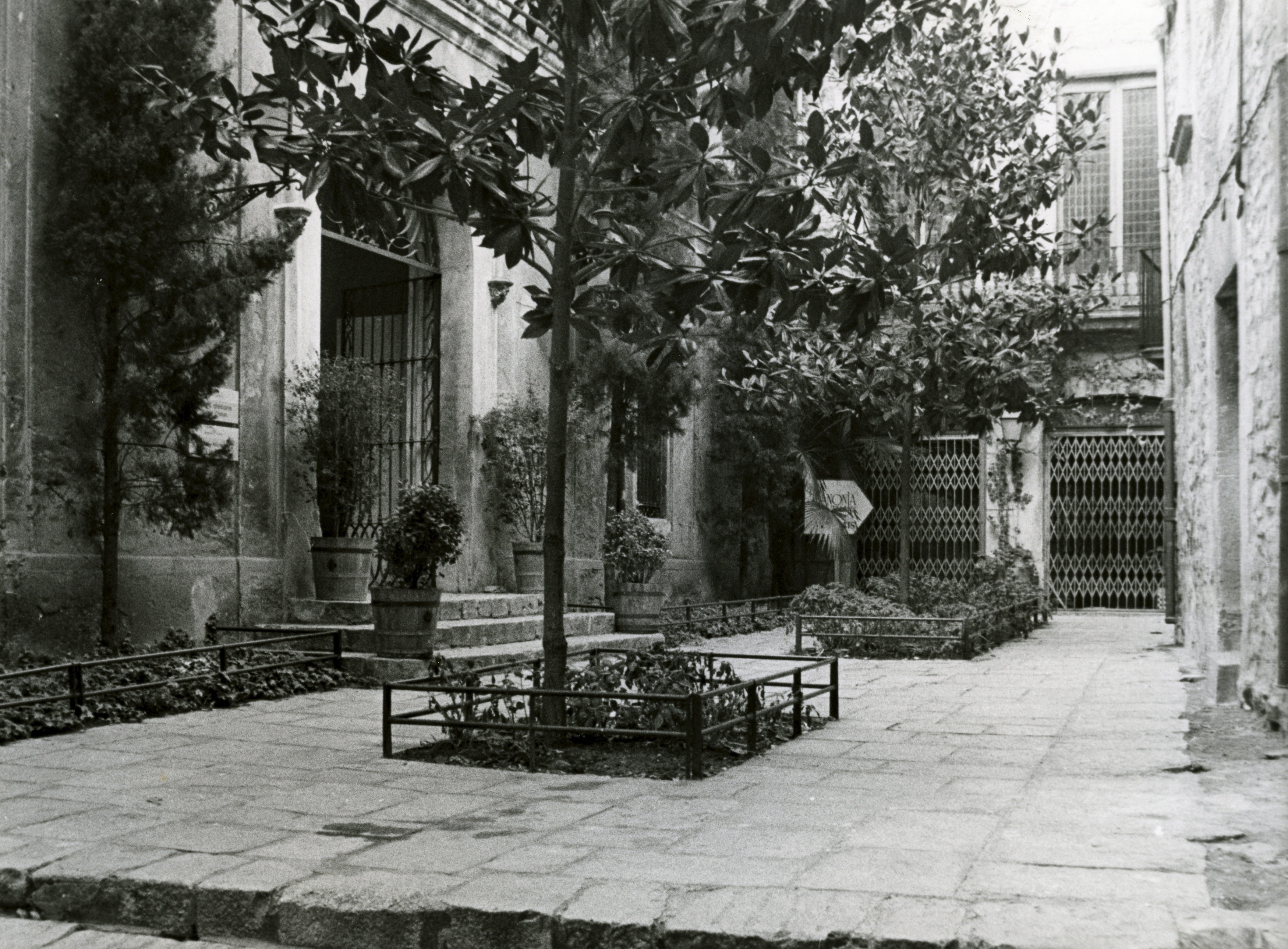
Plaça de l'institut vell, 1986-1990
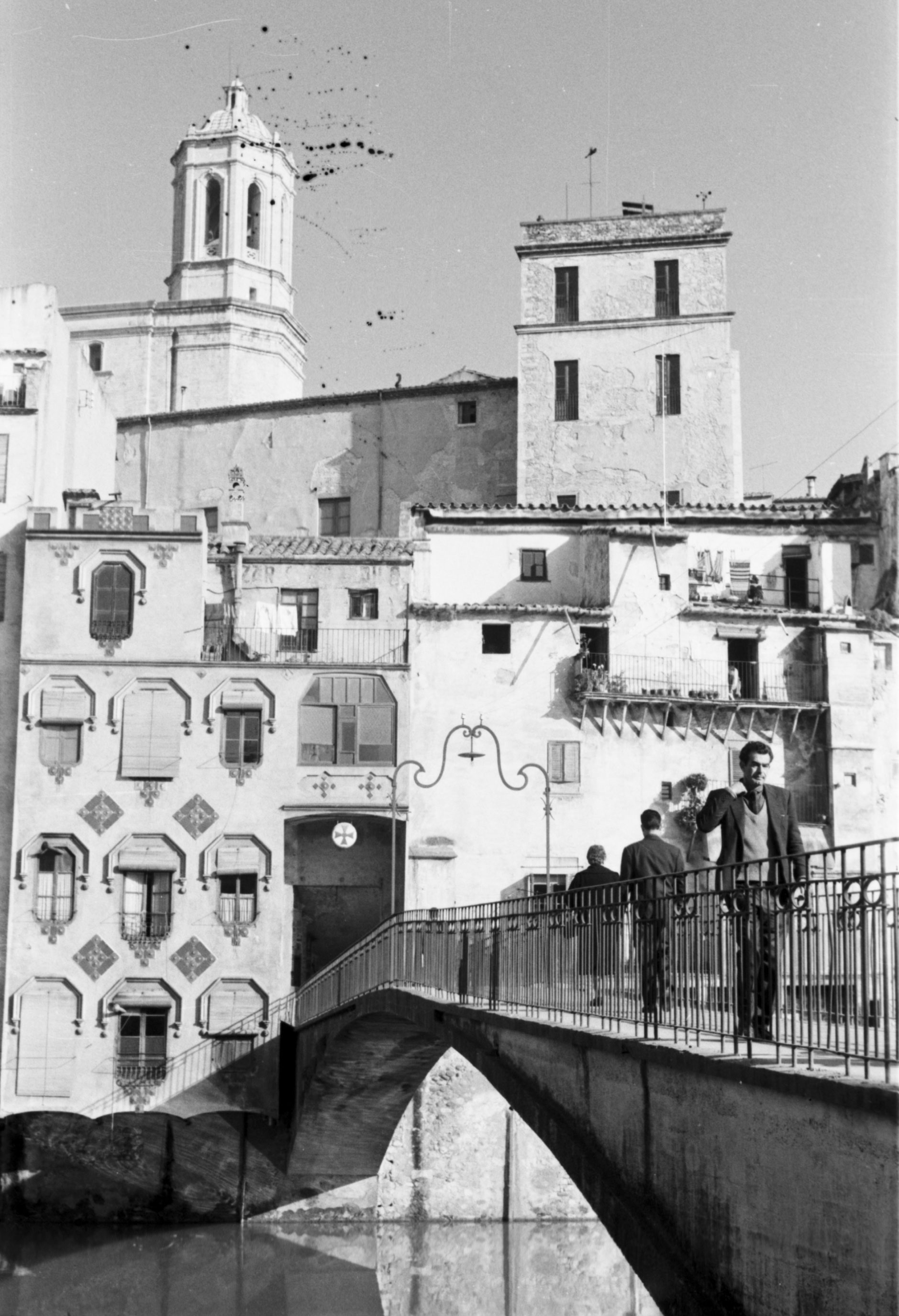
Torre del Museu d'Història de Girona, 1965
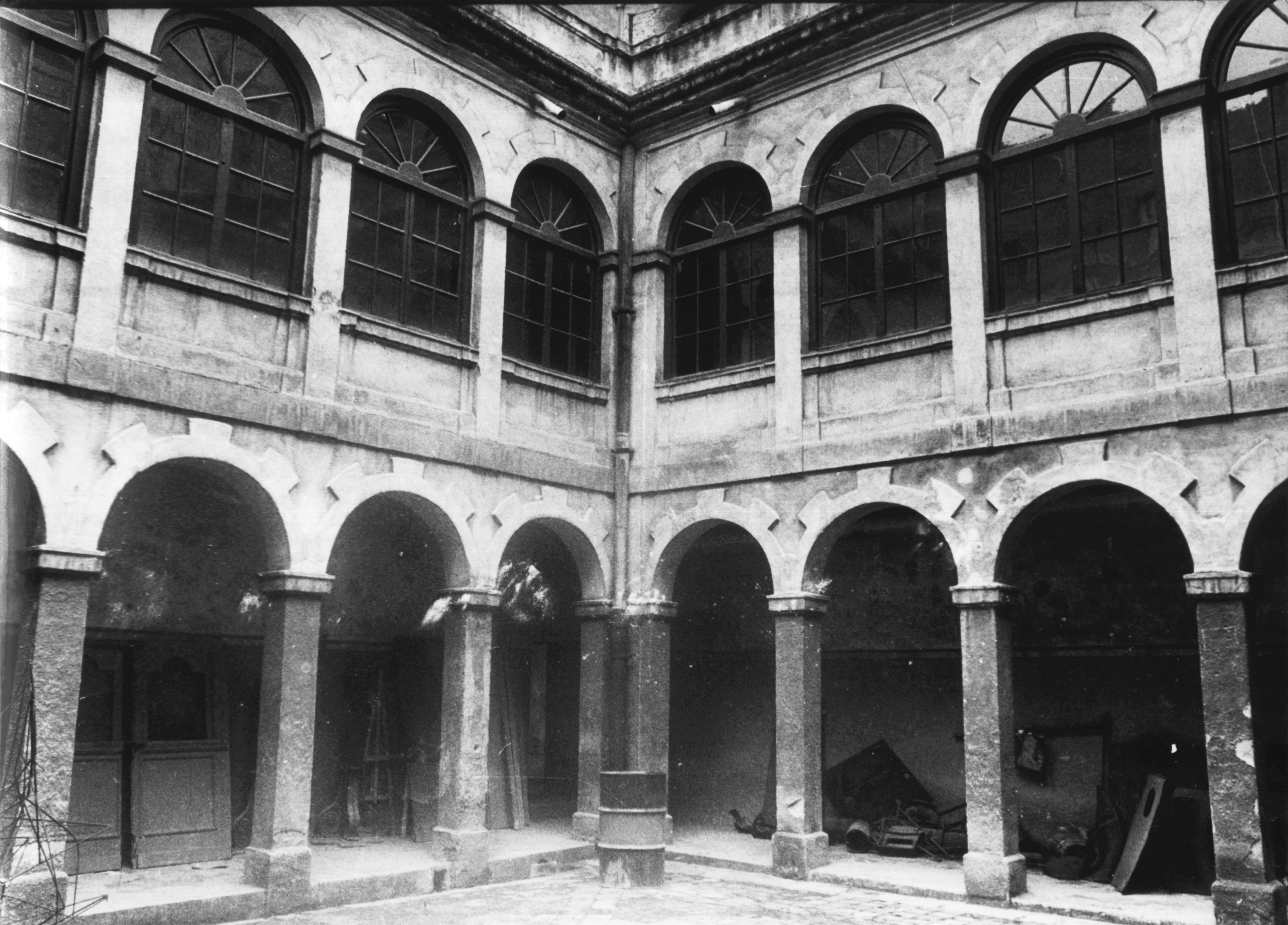
Claustre de l'institut vell 1979-1983, actual Museu d'Història de Girona
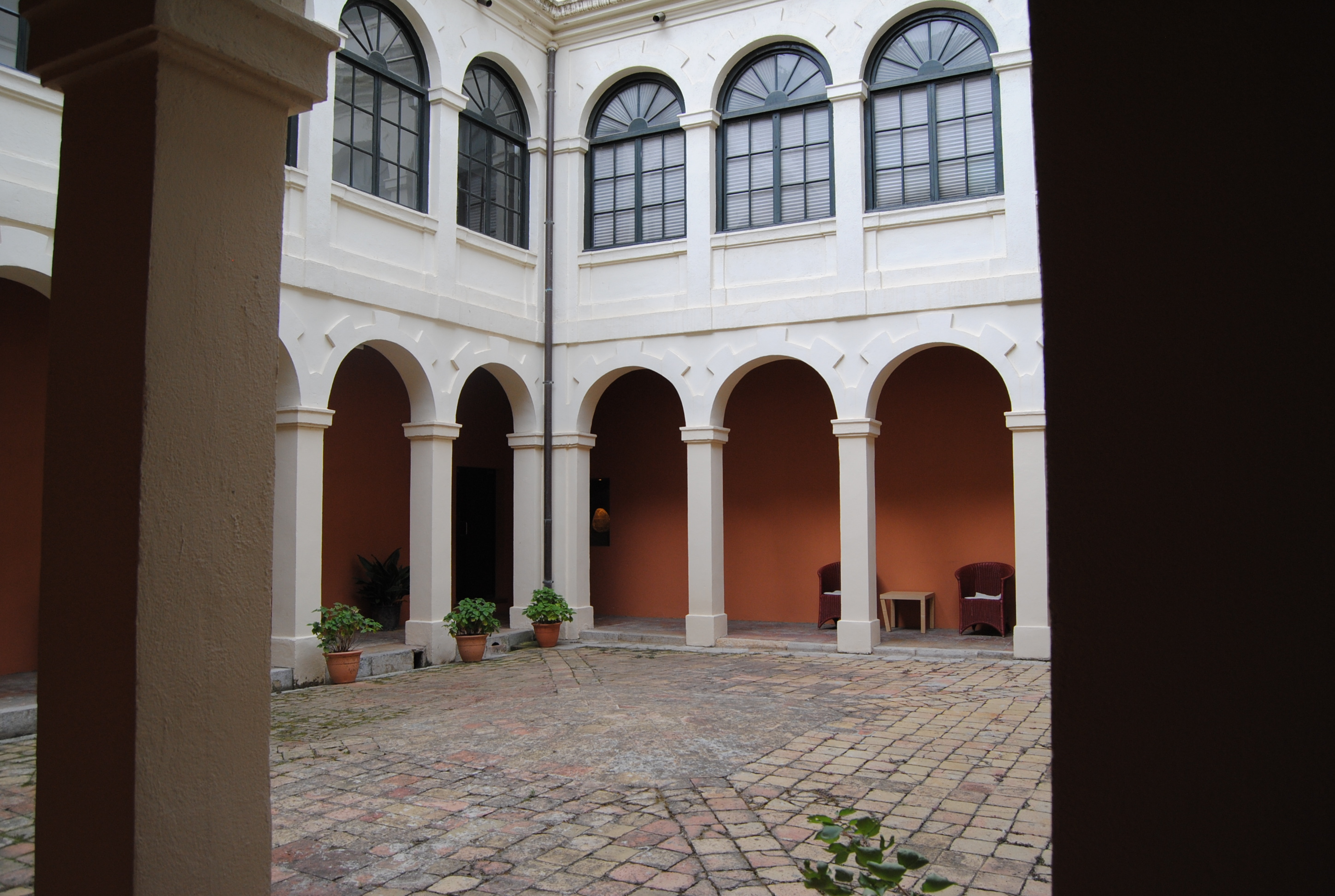
Claustre interior.
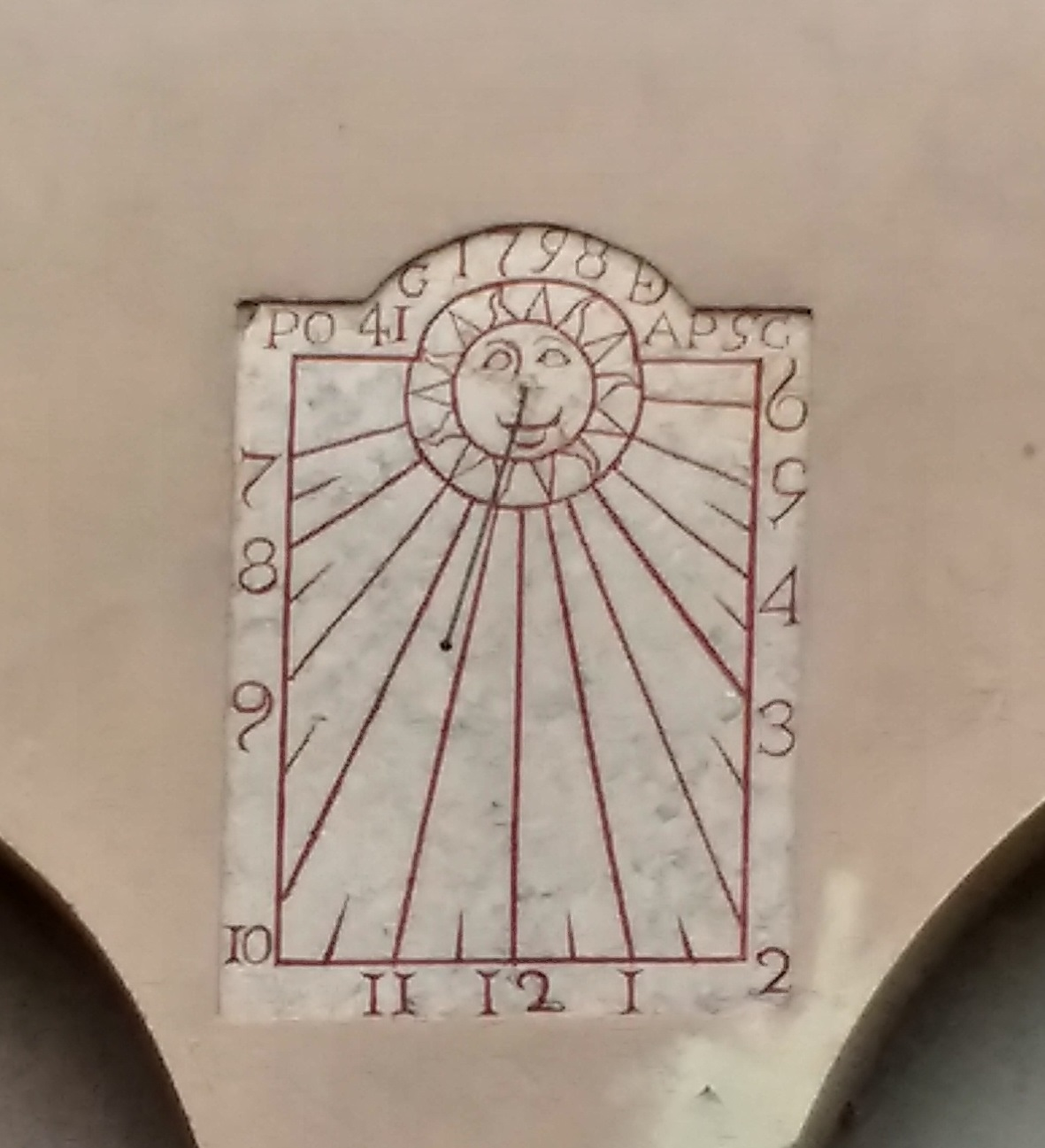
Rellotge de sol MHG

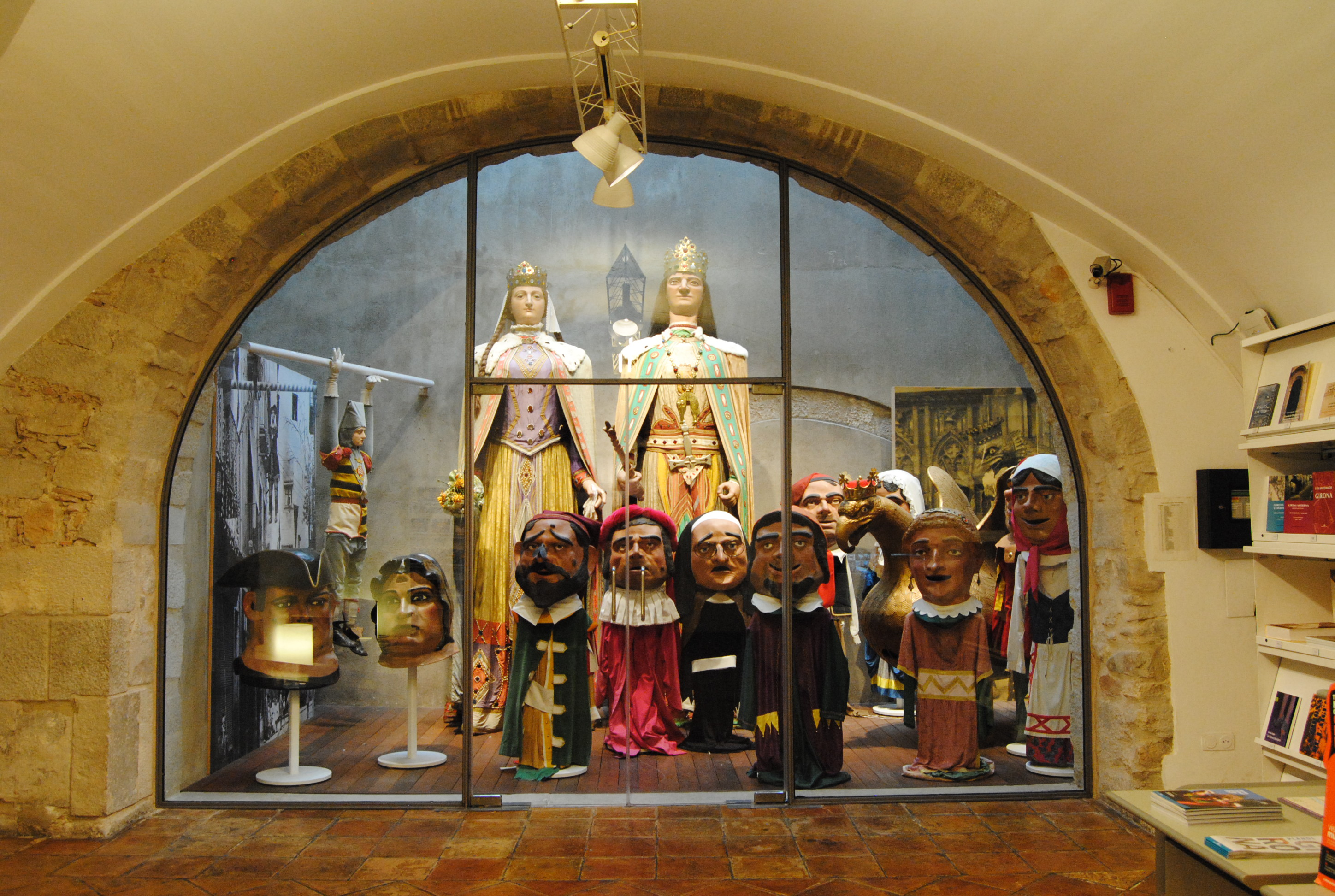
La imatgeria festiva de Girona
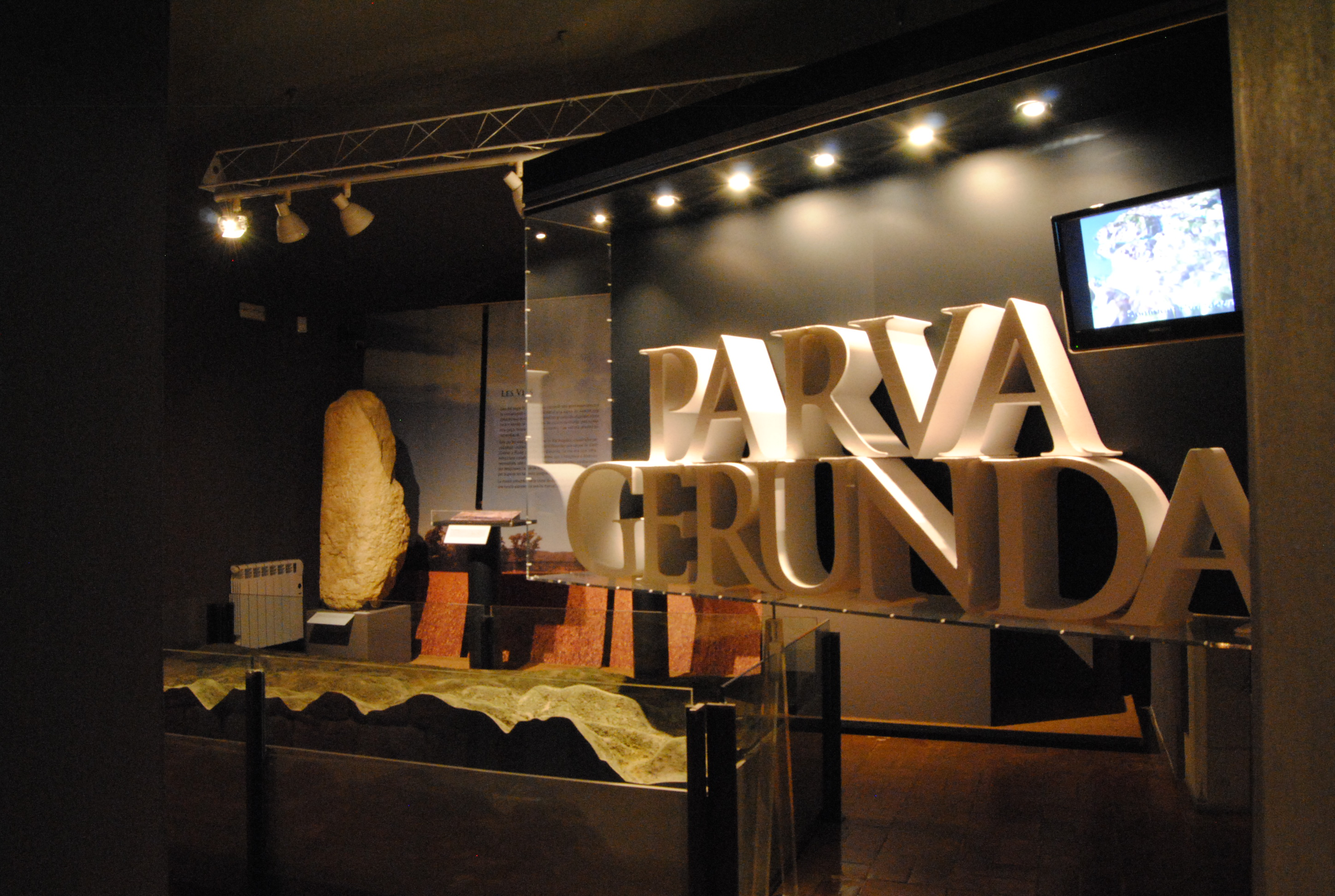
Sala dedicada a l'època romana
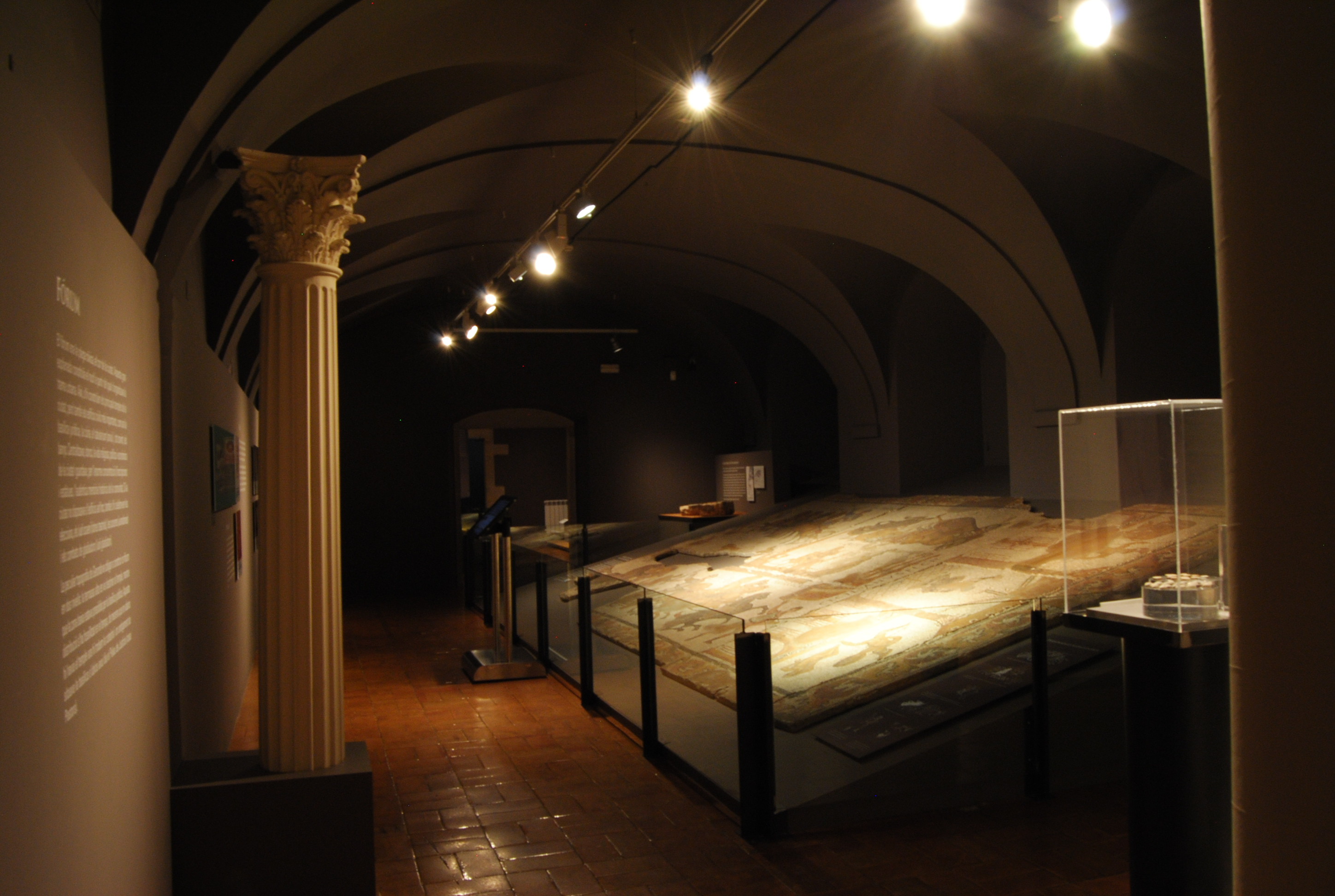
Sala dedicada a l'època romana
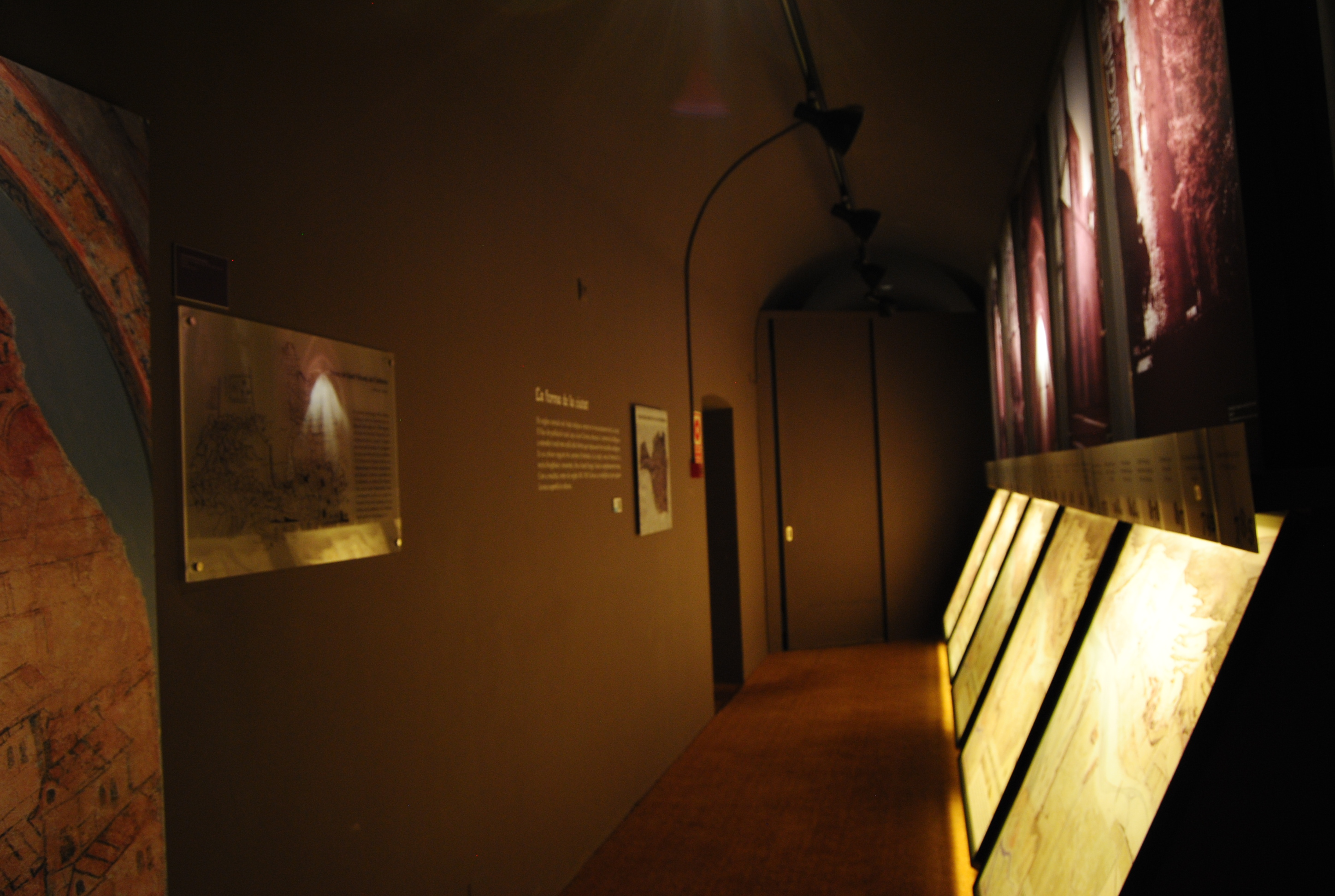
Sala dedicada a l'època medieval
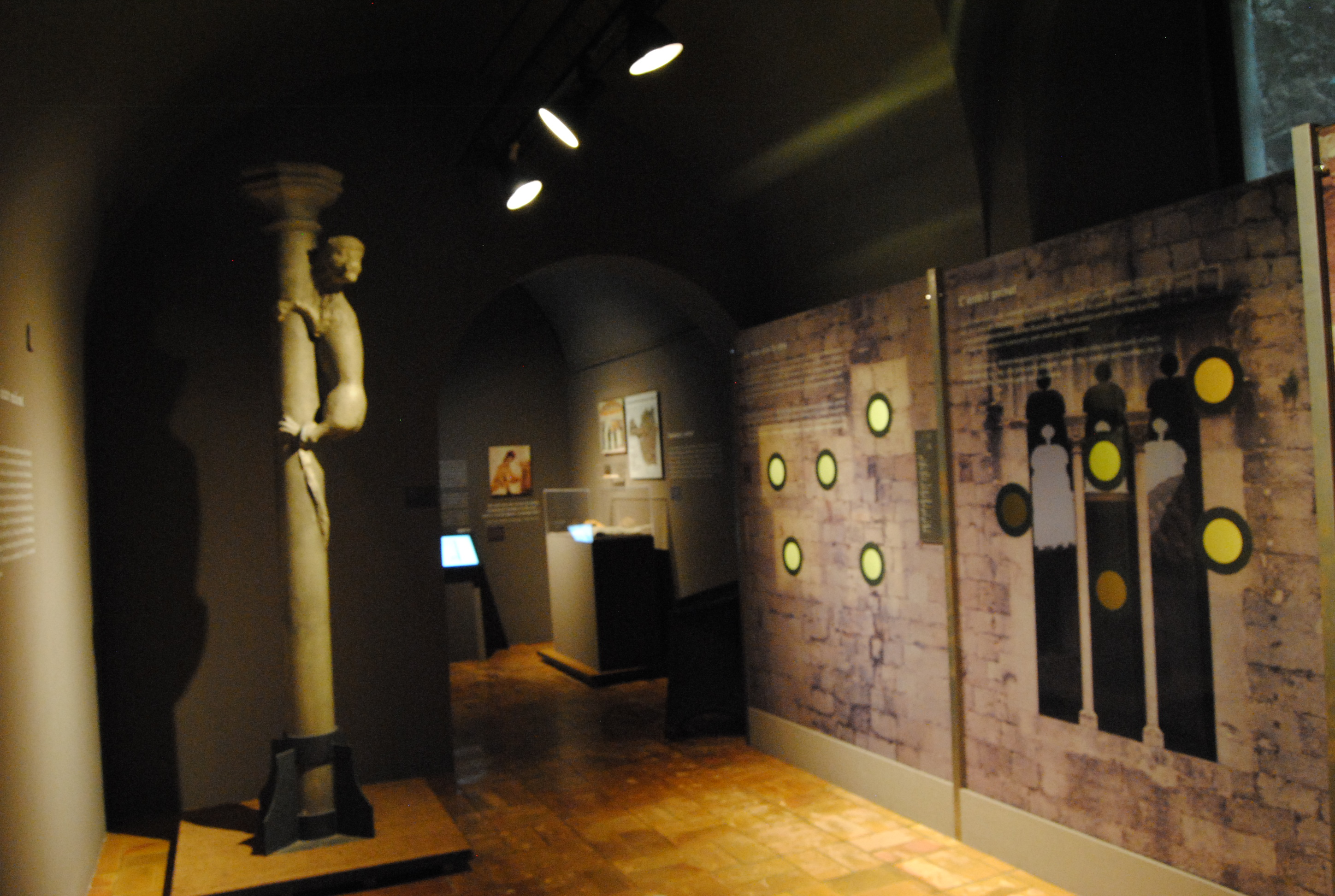
Sala dedicada a l'època medieval
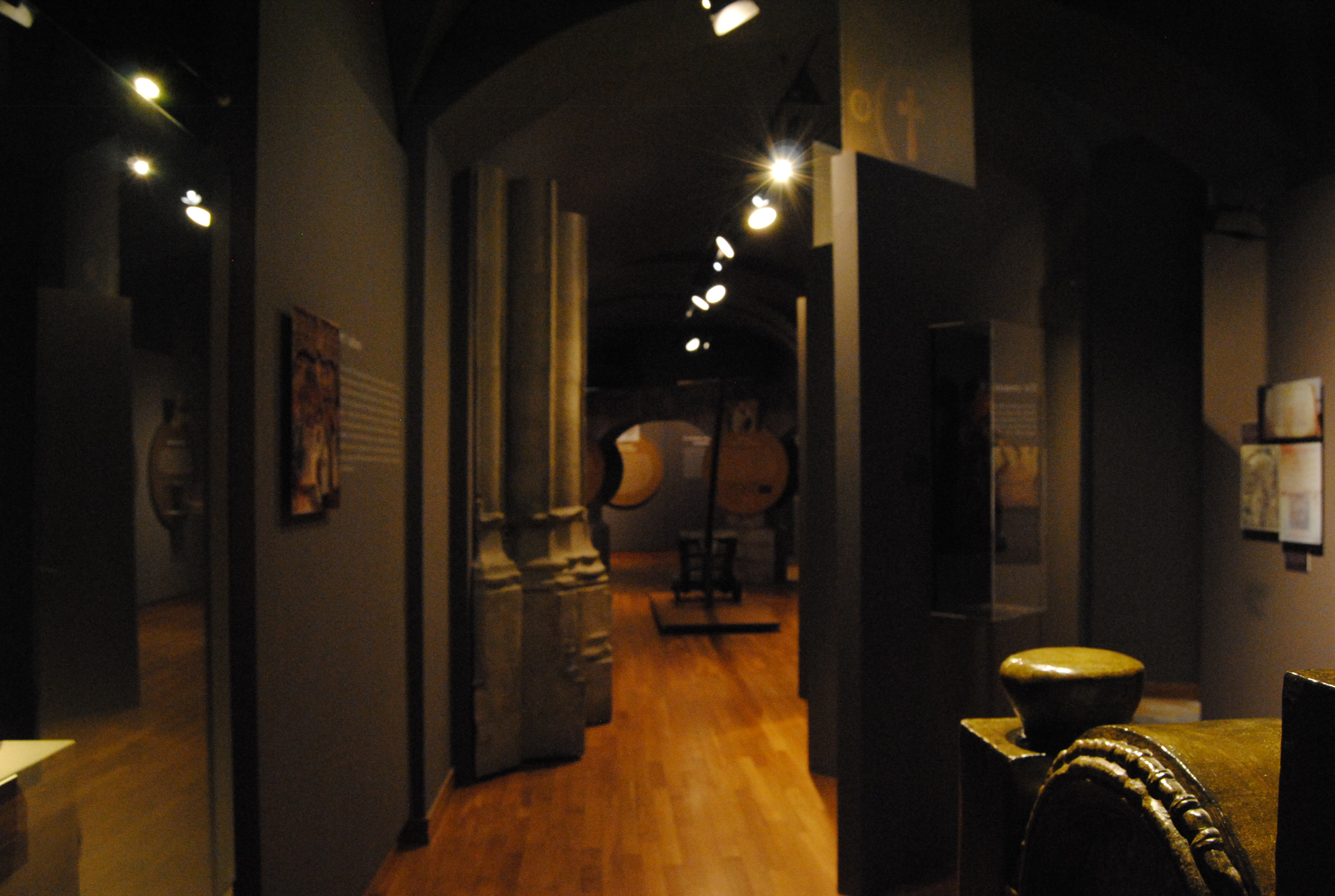
Sala dedicada a l'època medieval
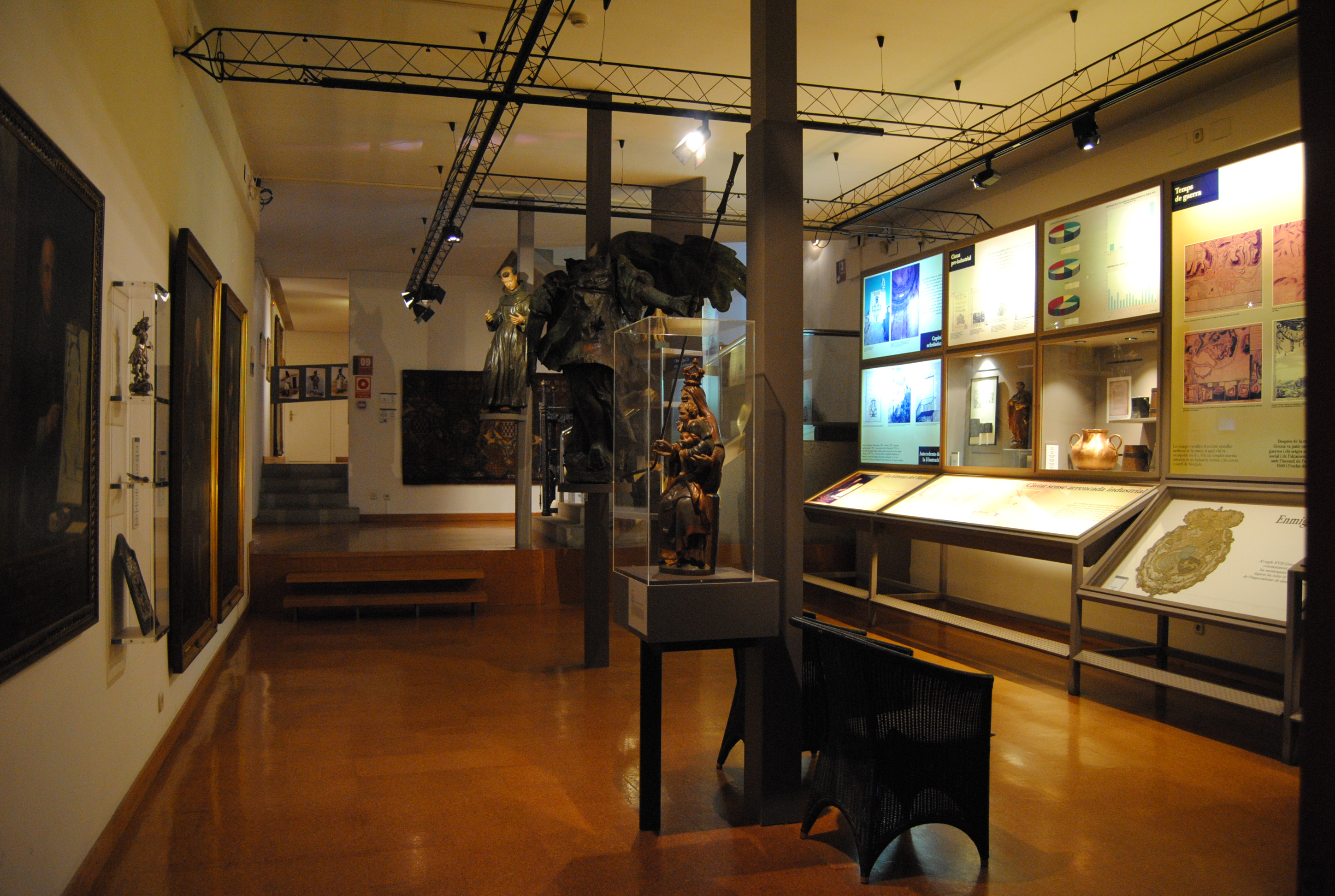
Sala dedicada a l'època moderna
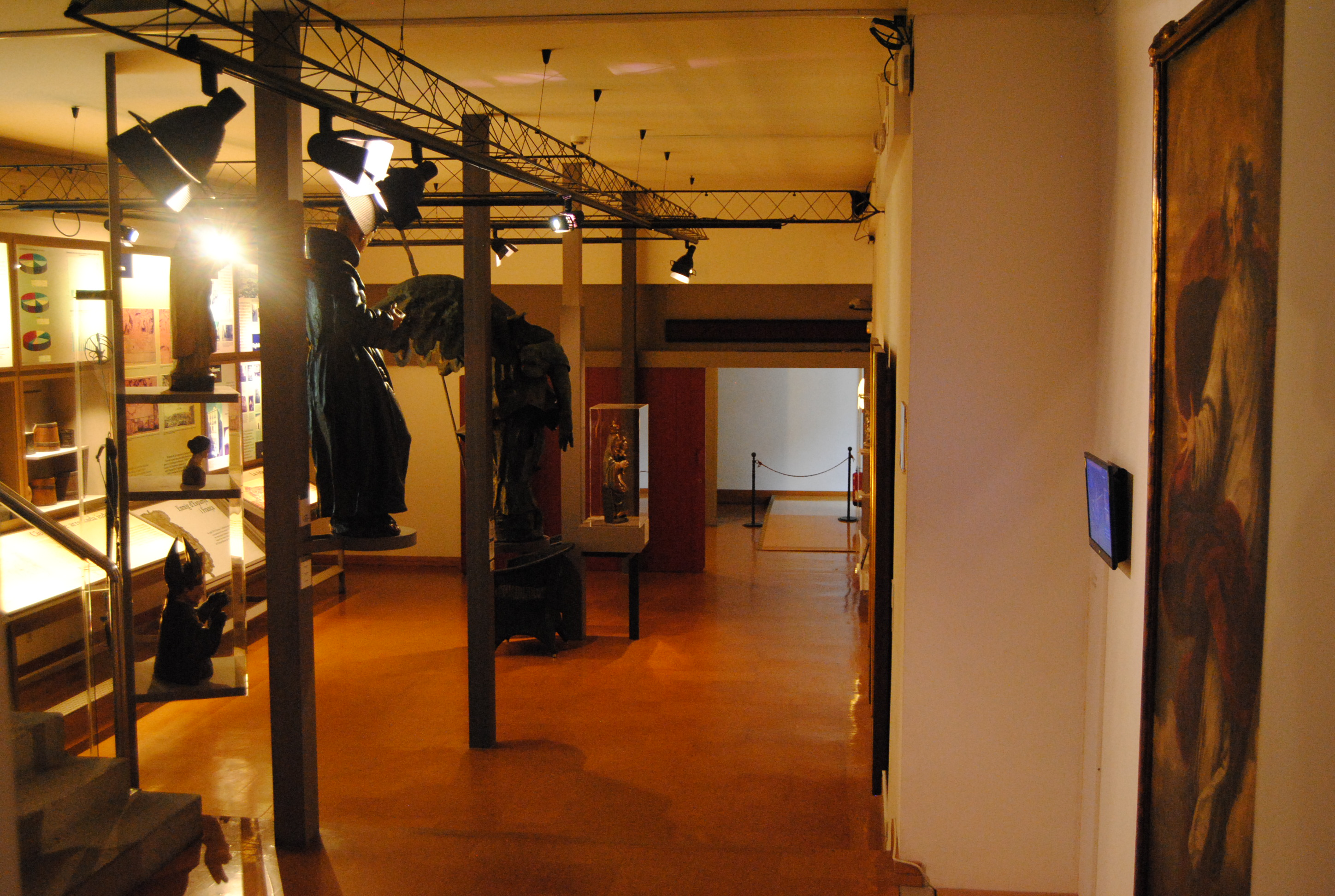
Sala dedicada a l'època moderna
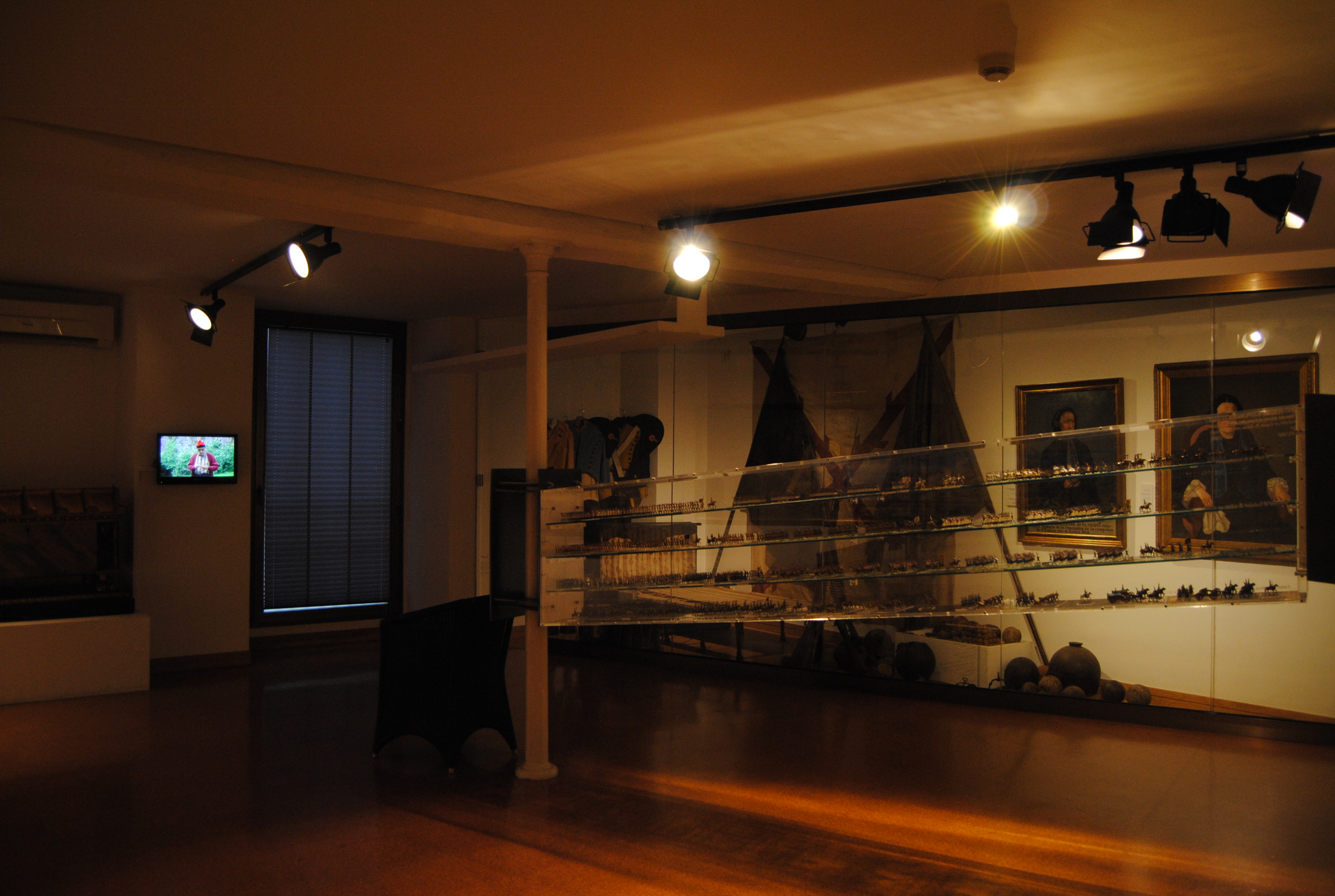
Sala dedicada a la Guerra del Francès
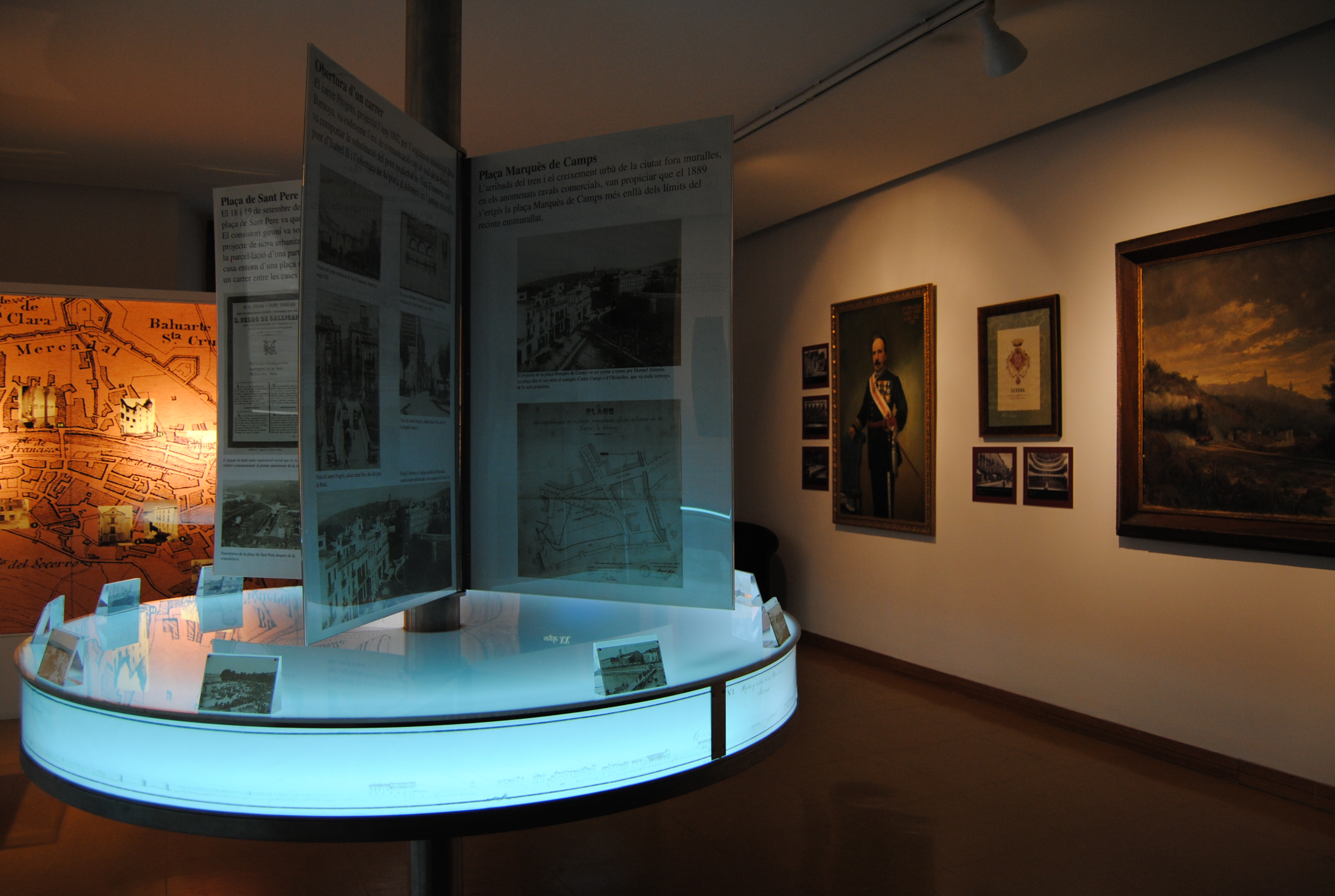
Sala dedicada al segle XIX
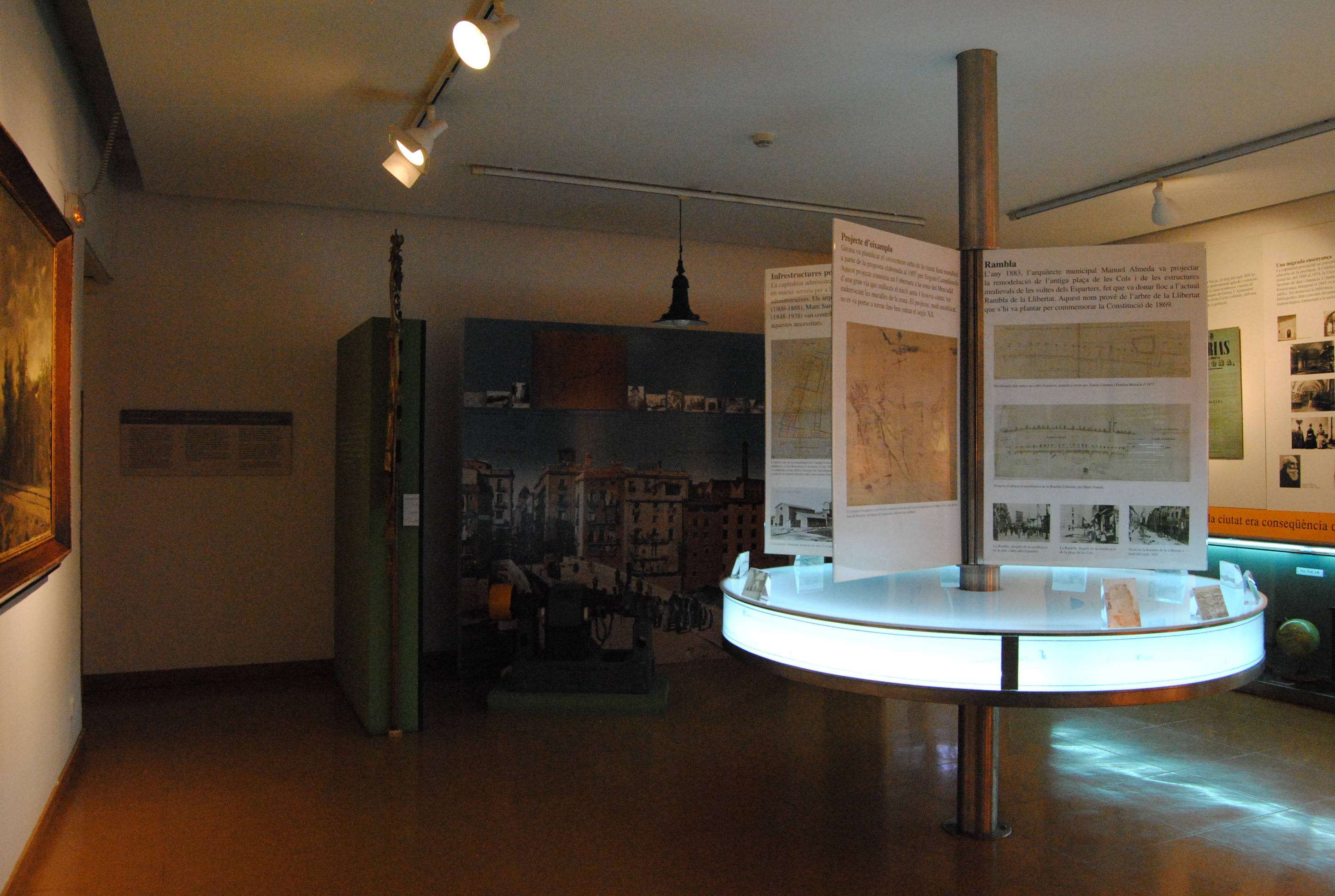
Sala dedicada al segle XIX
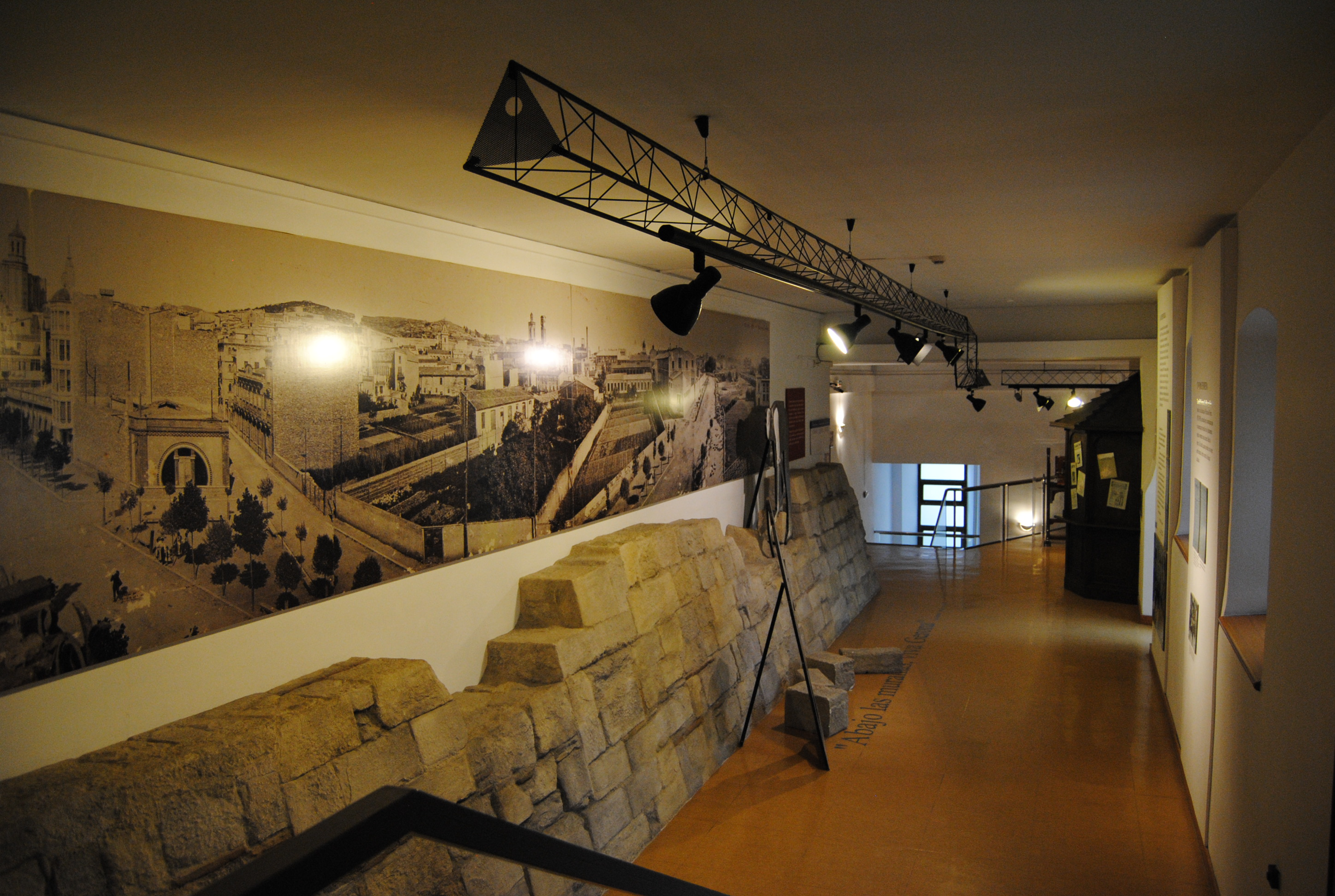
Sala dedicada a la Dictadura i Segona República
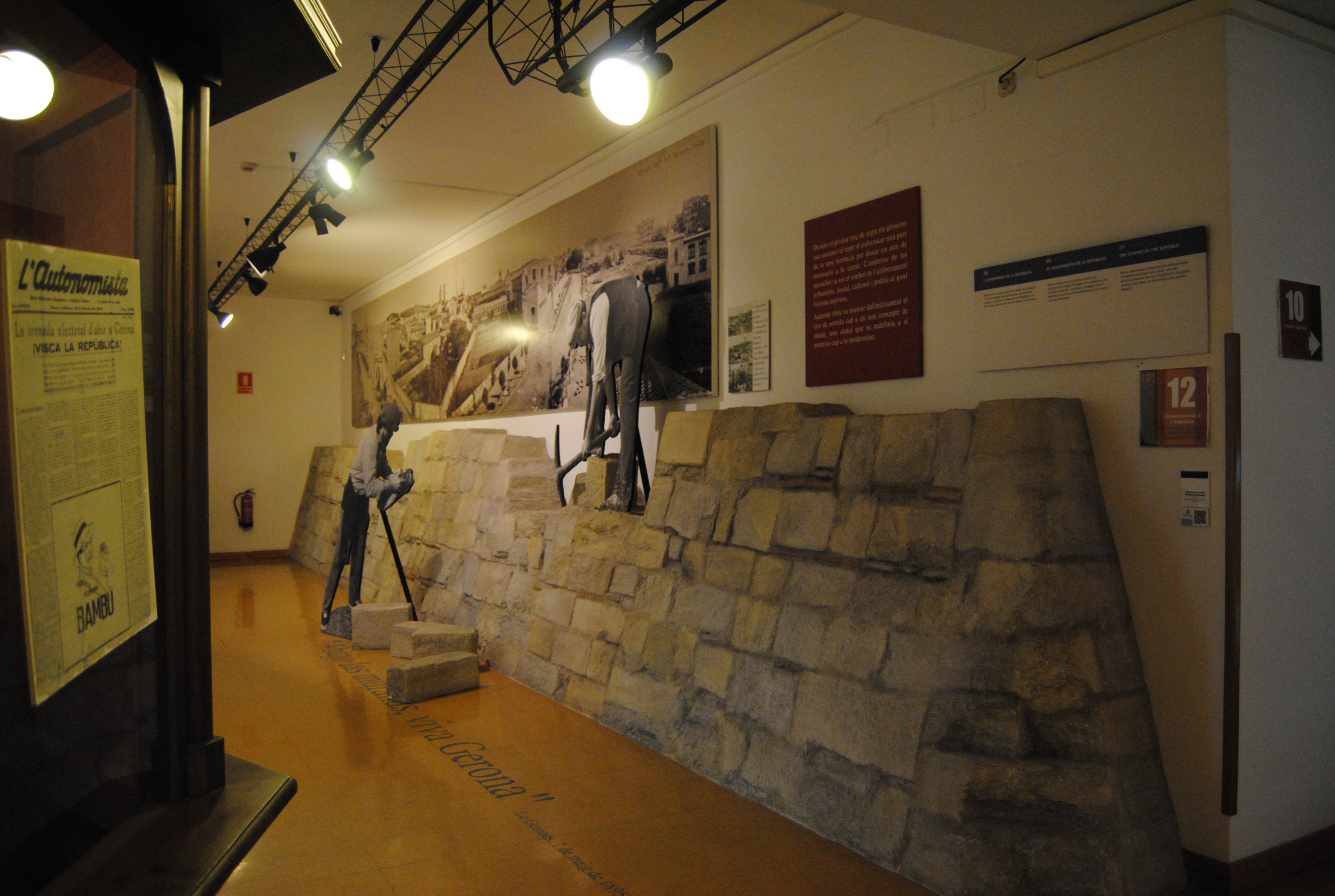
Sala dedicada a la Dictadura i Segona República
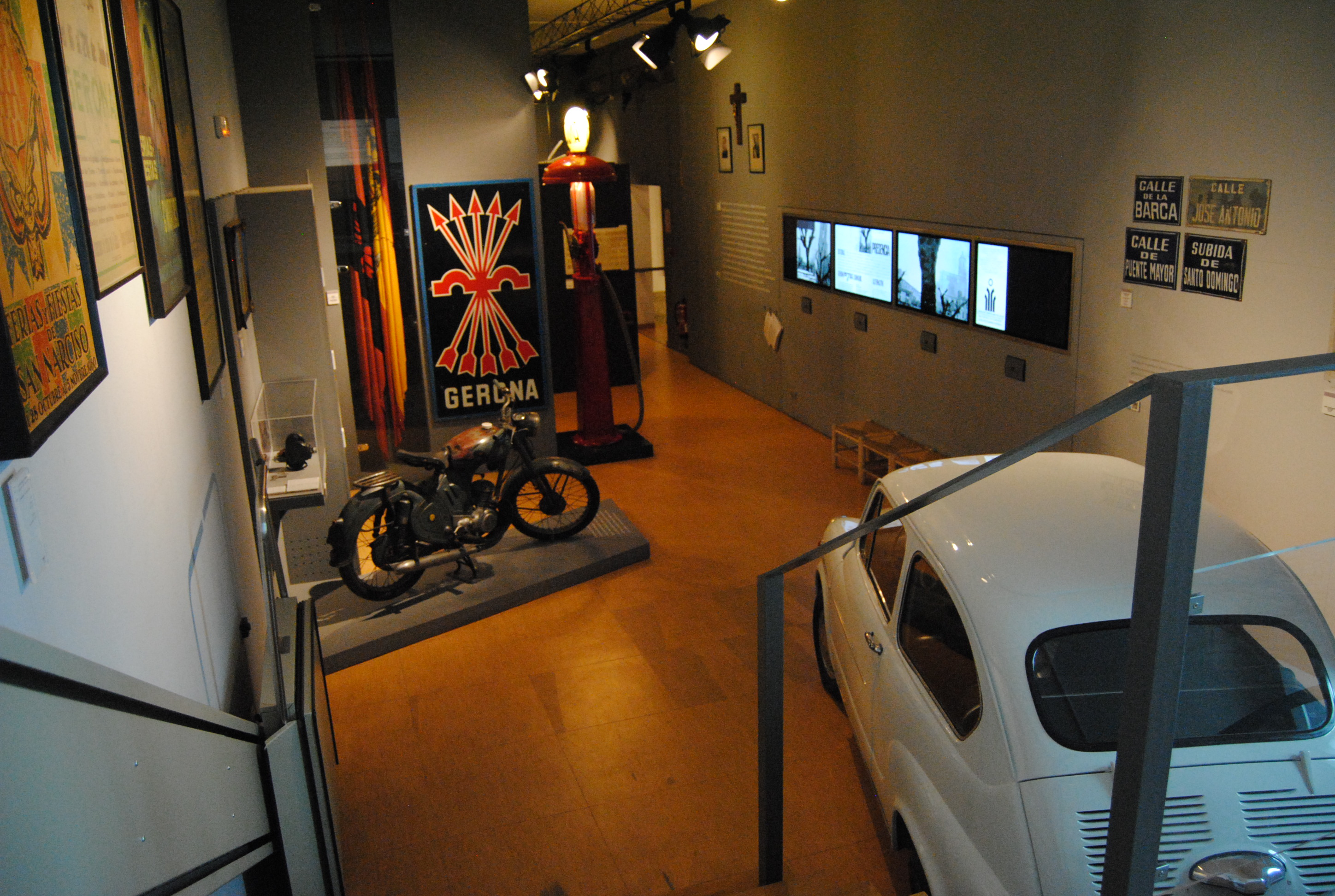
Sala dedicada a la Guerra civil Franquisme i Transició
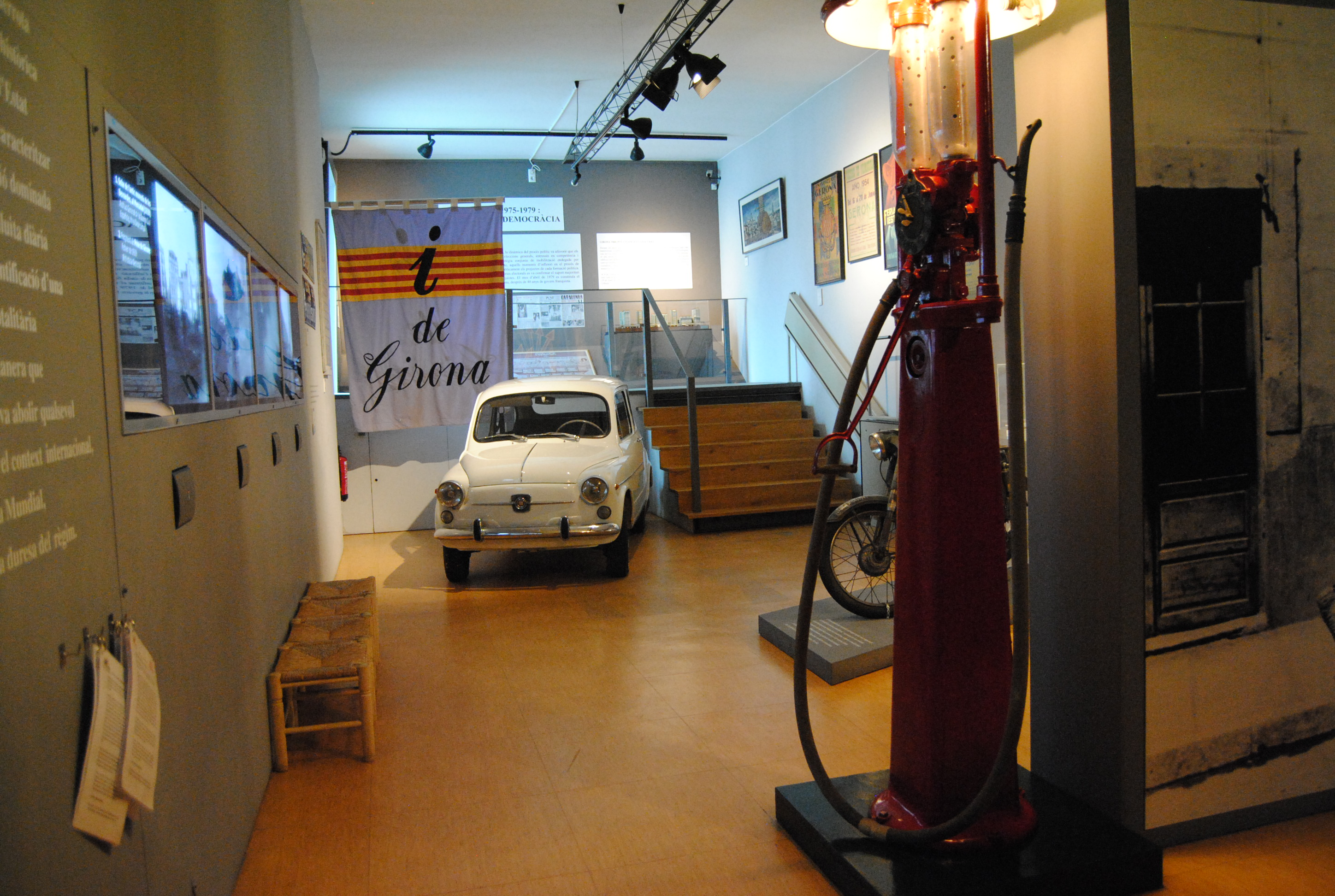
Sala dedicada a la Guerra civil Franquisme i Transició
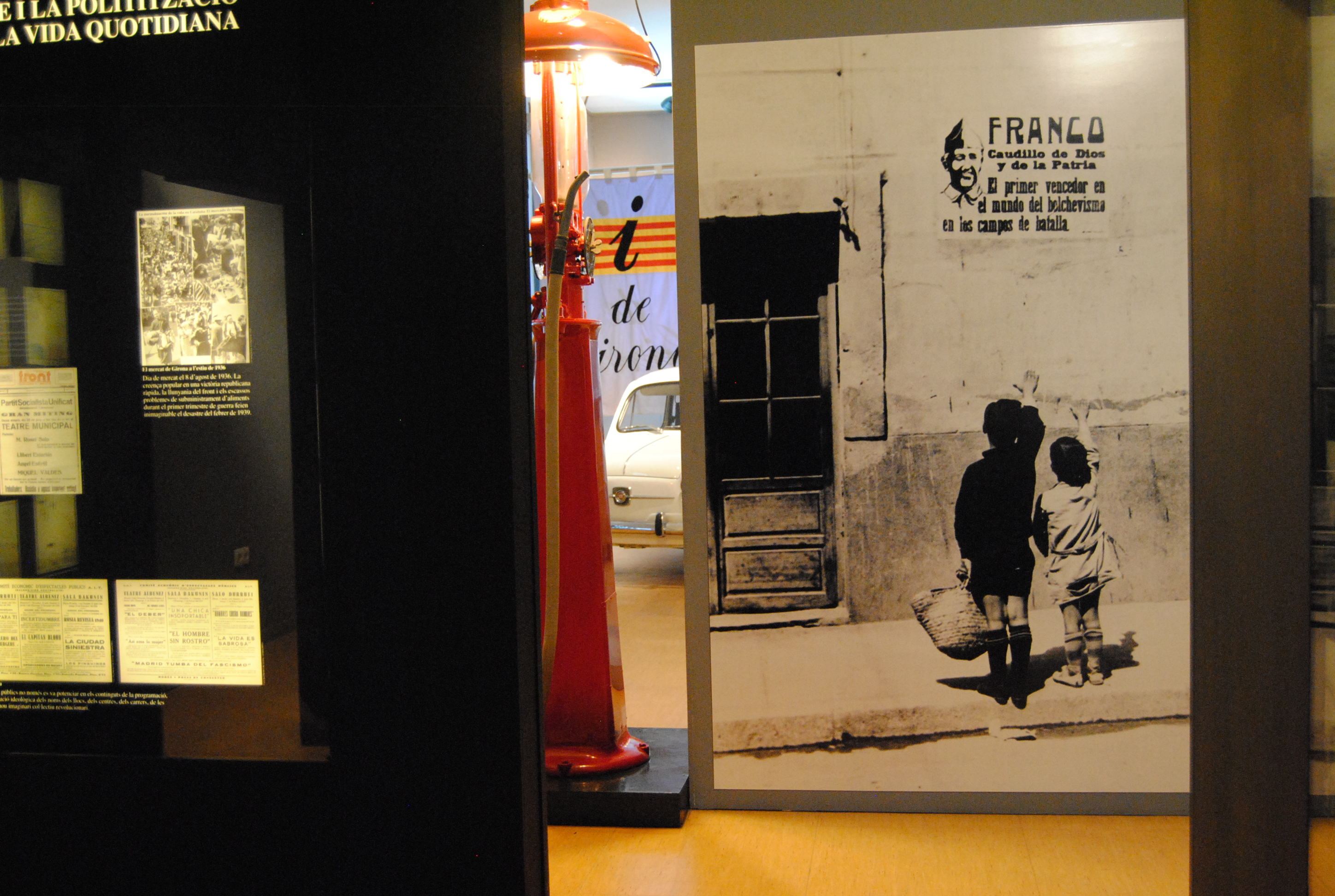
Sala dedicada a la Guerra civil Franquisme i Transició
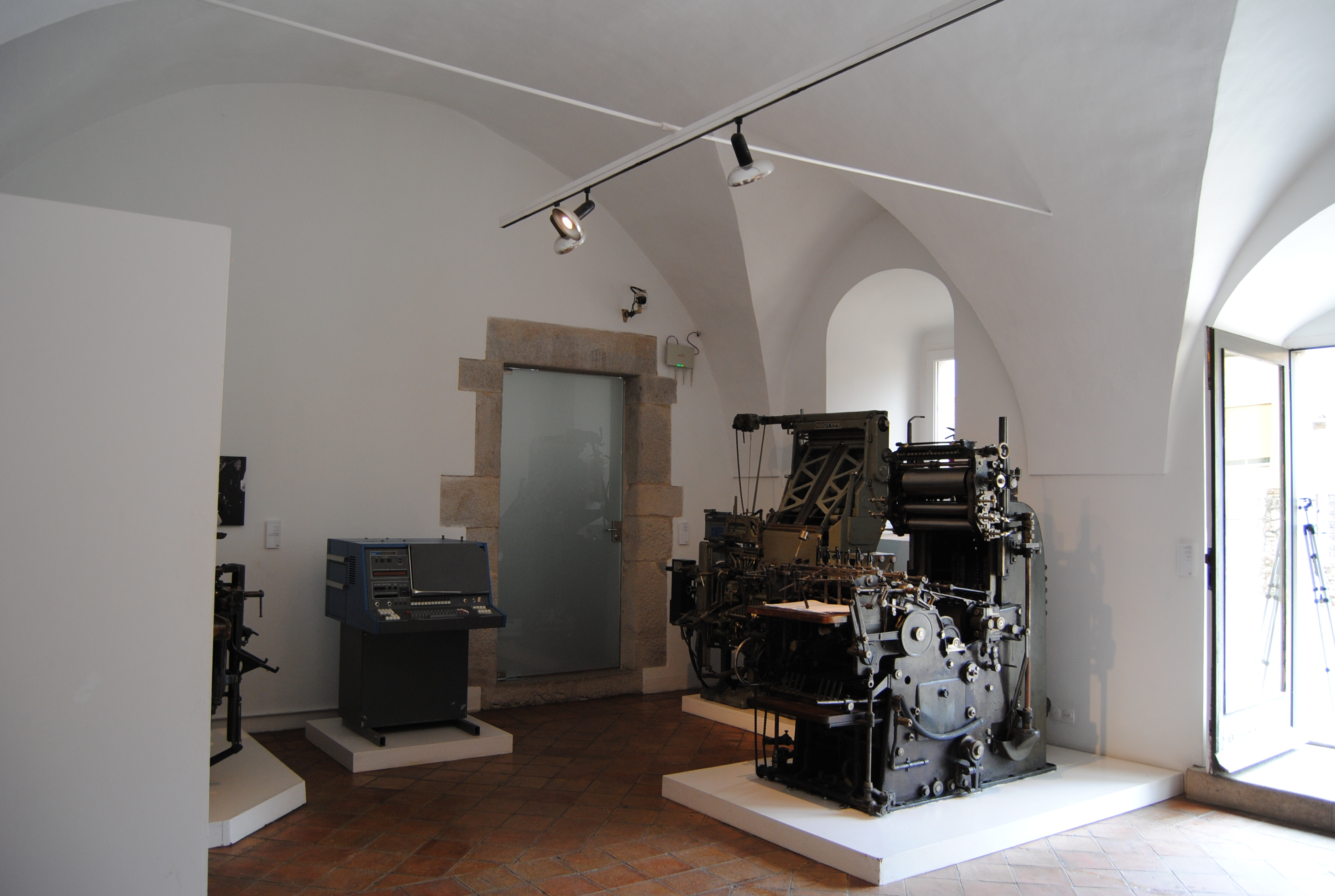
Sala dedicada a la industrialització
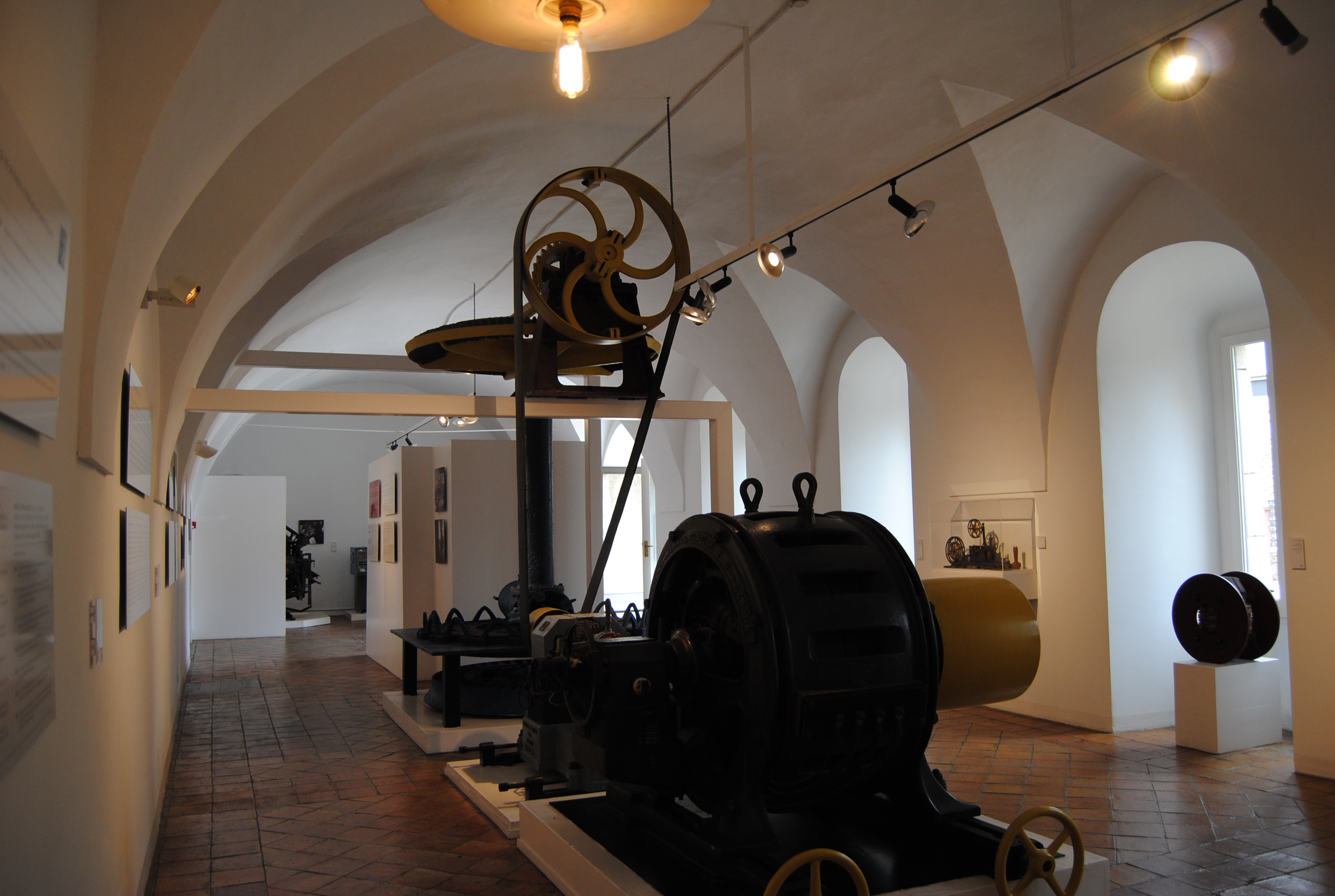
Sala dedicada a la industrialització
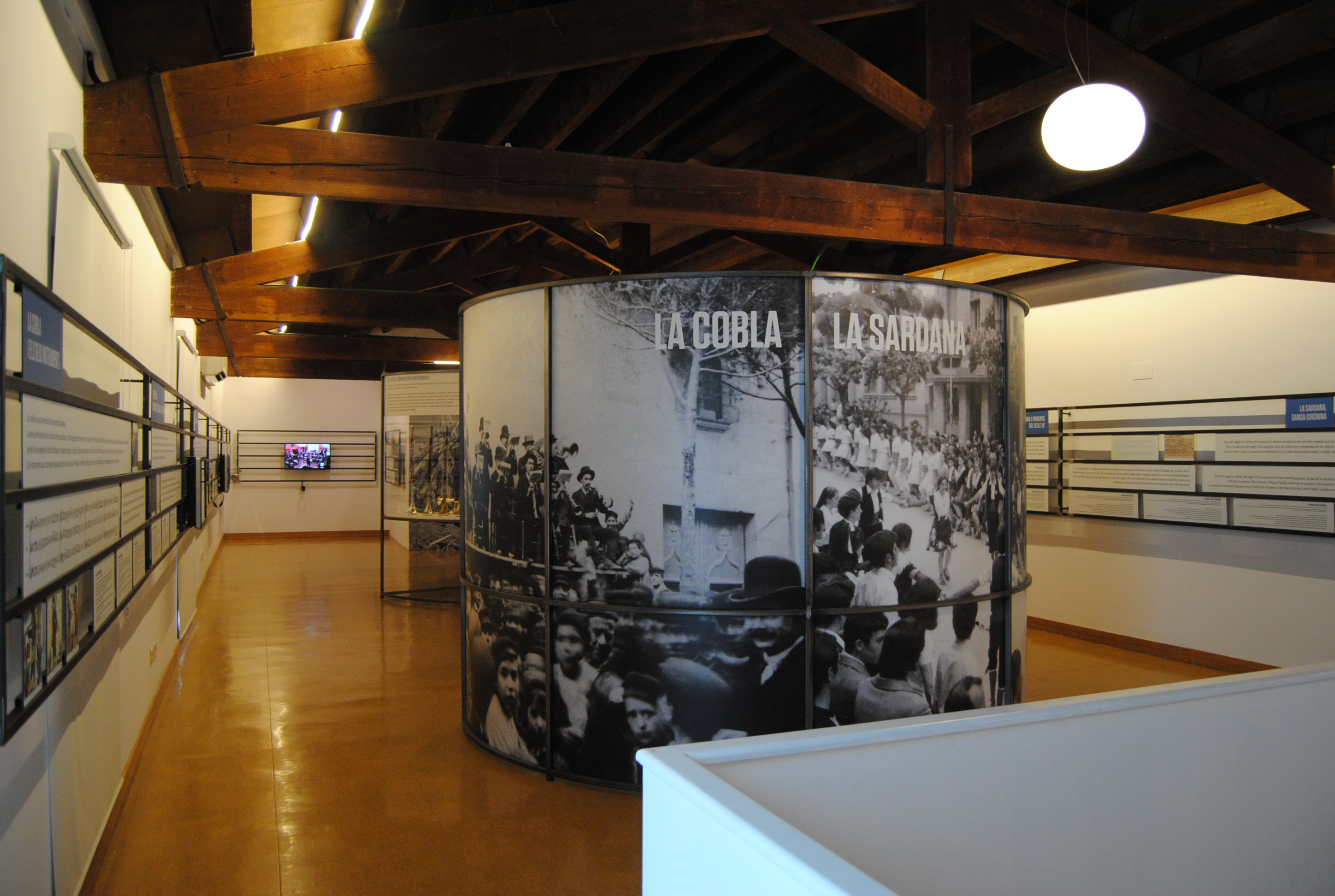
Sala dedicada a la Sardana i la cobla
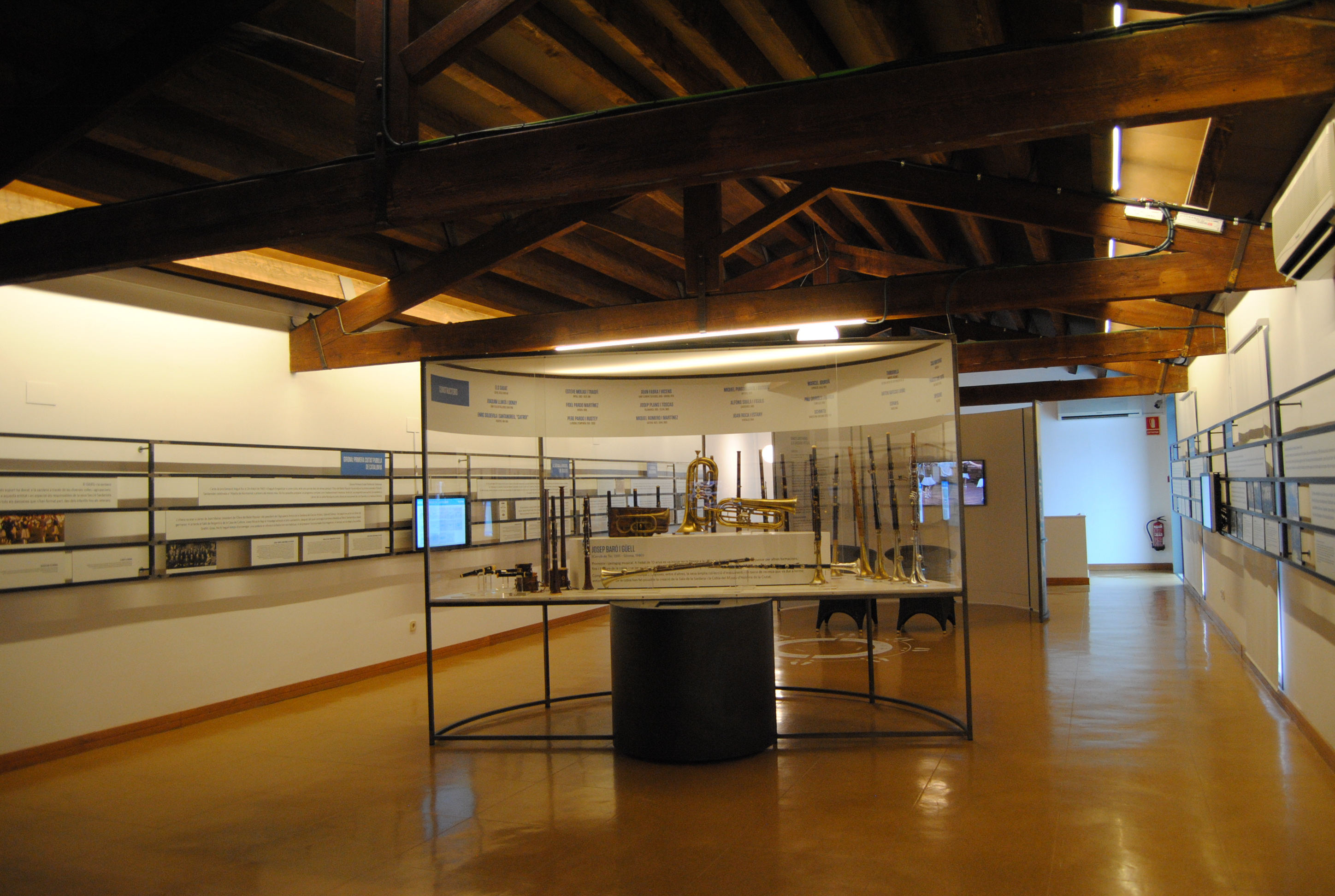
Sala dedicada a la Sardana i la cobla
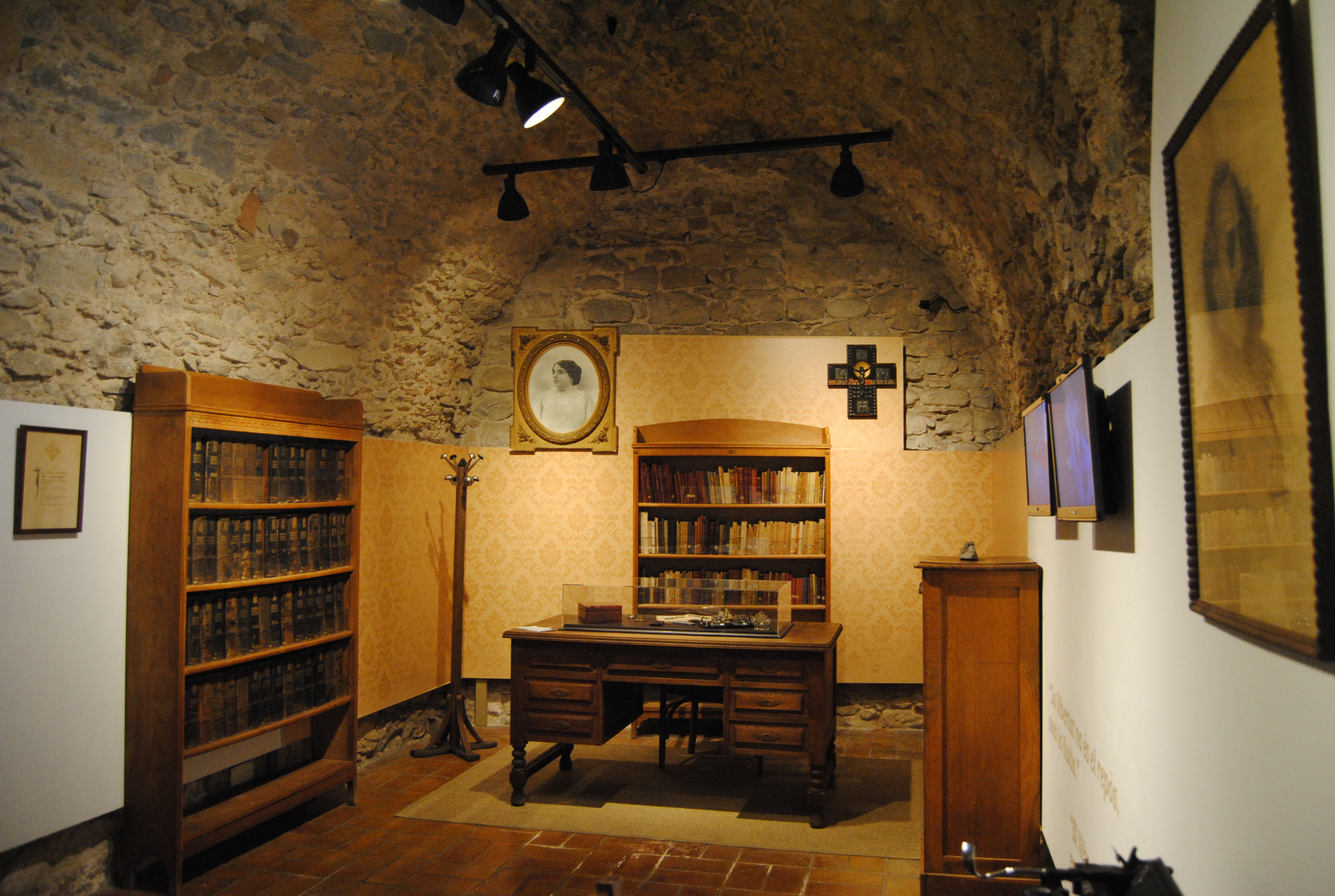
Sala dedicada al despatx de Carles Rahola i Llorens
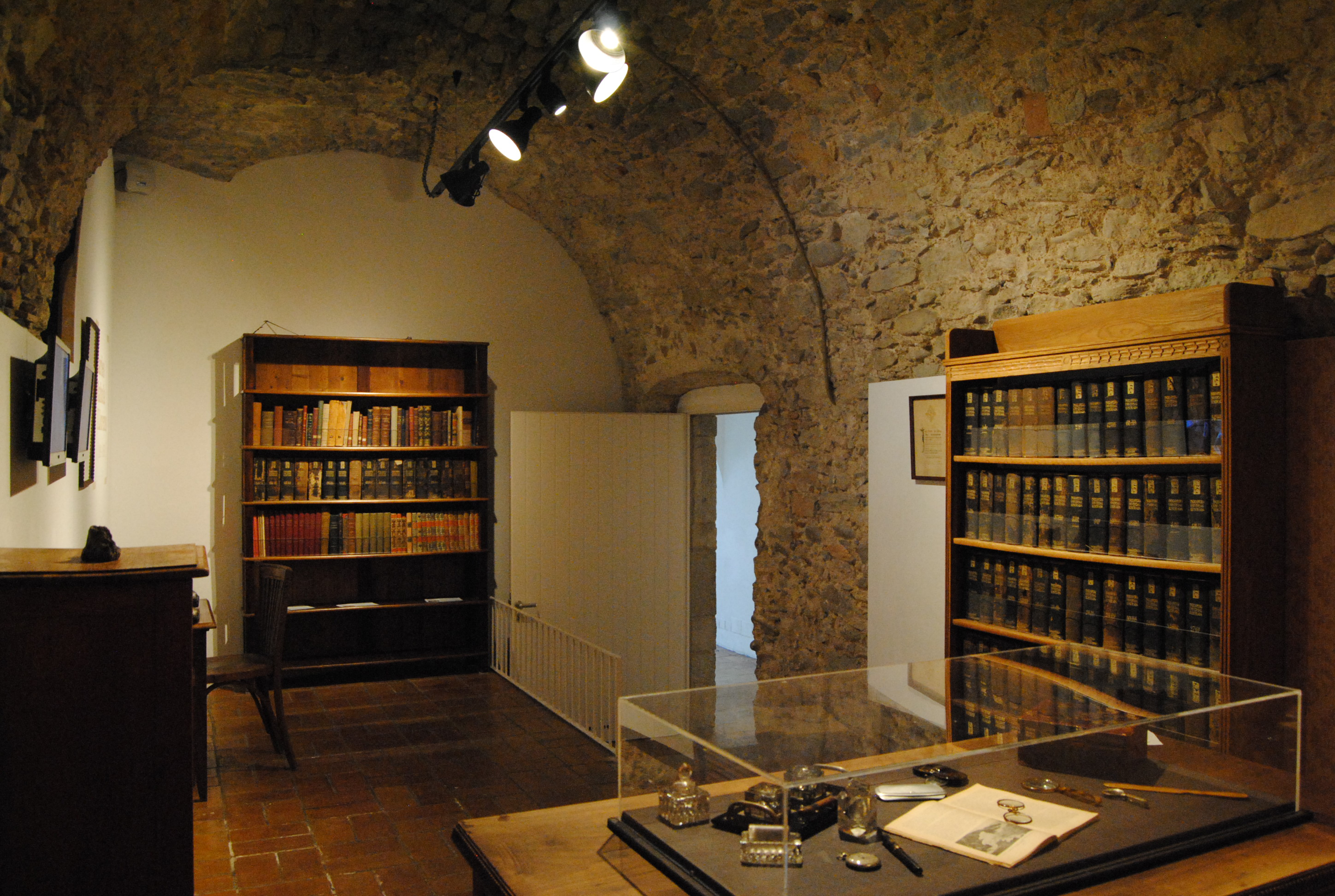
Sala dedicada al despatx de Carles Rahola i Llorens